# Inn
Der Inn (rätoromanisch Enⓘ, lateinisch Aenus, auch Oenus, altgriechisch Αἶνος) ist ein 517 km langer, durch die Schweiz, Österreich und Deutschland verlaufender rechter Nebenfluss der Donau. An der Mündung in Passau fließen im Mittel 738 m³/s Wasser in die nur 690 m³/s heranführende Donau. Der größere Mittelwert des Inns beruht auf den Hochwässern des Gebirgsflusses. Während sieben Monaten führt der Inn am Zusammenfluss in Passau weniger Wasser als die Donau.

## Etymologie

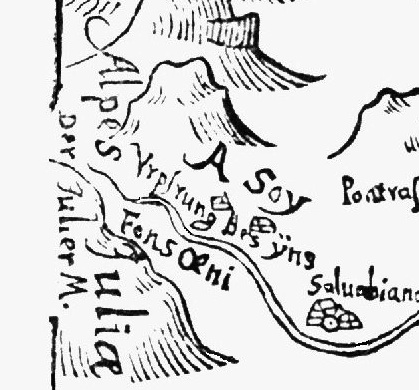
Der Ursprung des Inns (Urpsrung des Ÿns / Fons Oeni) am Julierpass; Detail der Tirol-Karte des Warmund Ygl (1605)

Der Name Inn leitet sich von den keltischen Wörtern en sowie enios ab, die frei übersetzt Wasser bedeuten. Auf das frühkeltische OENUS/AINOS für "fließendes Wasser" geht die alte Bezeichnung "Oines" für den Inn zurück. In einer Urkunde des Jahres 1338 ist der Fluss mit dem Namen Wasser eingetragen. Die erste schriftliche Erwähnung stammt aus den Jahren 105 bis 109 von Tacitus. Sie lautet:

„[…] Sextilius Felix […] ad occupandam ripam Aeni fluminis, quod Raetos Noricosque interfluit, missus.“

„[…] wurde Sextilius Felix […] zum Einnehmen des Ufers des Flusses Inn, der zwischen Rätern und Norikern fließt, geschickt.“

Von späteren Autoren der römischen Kaiserzeit wird der Flussname ähnlich verschriftlicht, etwa als griechisch Αἶνος (Aίnos) oder lateinisch Aenus. Im mittelalterlichen Latein wird er zumeist Enus geschrieben, von den Humanisten Oenus. Durch den Lautwandel im Altbairischen von e zu i wird aus Enus In. In dieser Form ist der Flussname etwa in einem Tauschgeschäft des Bischofs von Eichstätt aus den Jahren 1057–1060 als ex altera parte fluvii qui dicitur In bezeugt. Bis ins 17. Jahrhundert wird es so oder Yn geschrieben, aber auch Ihn oder Yhn. Das Doppel-n taucht erst im 16. Jahrhundert auf, etwa im Tiroler Landreim von 1557. Seit dem 18. Jahrhundert ist diese Schreibweise und die Aussprache mit kurzem Vokal üblich. Früher wurde die Bezeichnung meist als Neutrum betrachtet (daz In heißt es beispielsweise im Nibelungenlied), seit dem 16. Jahrhundert ausschließlich als Maskulinum.
Die Erwähnungen in der Römerzeit beziehen sich auf den Unterlauf, der Tiroler Abschnitt wird erstmals bei Venantius Fortunatus im 6. Jahrhundert als Aenus bezeichnet. Der Name Engadin und die rätoromanische Bezeichnung En deuten darauf hin, dass auch der Oberlauf seit jeher so bezeichnet wurde. Auch wenn vereinzelt die Auffassung vertreten wurde, dass der Inn in der Nähe der Etsch am Reschen entspringt, wird spätestens seit dem 16. Jahrhundert der Ursprung einheitlich im Bereich der Seen am Malojapass gesehen.
Möglicherweise besteht ein Zusammenhang zwischen dem Namen Inn und dem des französischen Flusses Ain.

## Geografie

### Länge und Einzugsgebiet
Mit einer Gesamtlänge von 517 Kilometern ist der Inn einer der längsten und mächtigsten Alpenflüsse. Nahezu zwei Drittel seines Flusslaufes liegen im Gebiet der Alpen. 193 km fließt der Inn durch Österreich.
Das Einzugsgebiet des Inns beträgt 26.130 km² (nach anderen Angaben 26.053 km²). Davon liegen 1689 km² im Kanton Graubünden, 254 km² (am Oberlauf des Spöl und des Stillebachs) in Italien, 7880 km² in Tirol,
8061 km² in Bayern und rund 8250 km² in Salzburg und Oberösterreich.
Im Einzugsgebiet des Inns befinden sich 823 Gletscher, die zusammen 395 km² oder 1,5 % der Fläche einnehmen.
Der höchste Punkt im Einzugsgebiet ist der Piz Bernina mit 4048 m ü. M.

### Hydrologie
Mit einer mittleren Wassermenge von 738 Kubikmetern pro Sekunde ist der Inn nach dem Rhein, der Donau und der Elbe (wenn die Nebenflüsse des Ästuars dazugerechnet werden) der viertwasserreichste Fluss Deutschlands sowie der zweitwasserreichste Österreichs. Er führt der Donau mehr Wasser zu als Lech, Isar, Enns und Traun zusammen. Obwohl die Elbe fünfmal so viel Stromgebiet entwässert, ist sie nur unwesentlich wasserreicher, da in den Alpen die Niederschlagsmengen und Abflussraten höher sind.
Das Abflussregime des Inns ist aufgrund der alpinen Schneeschmelze und der größeren mittleren Hangneigung in seinem Einzugsgebiet unausgeglichener als das der Donau. Insbesondere im Oberlauf ist das Abflussregime stark durch die Vergletscherung am Alpenhauptkamm (Zentralbereiche der Ötztaler, Stubaier, Zillertaler Alpen und Hohen Tauern) beeinflusst. Am Pegel Innsbruck weist der Inn ein nivo-glaziales Abflussregime mit einem Anteil von 10 % Gletscherwasser auf, das nur im Zeitraum von Mai bis Oktober anfällt und im Juli und August mit 25 % den höchsten Anteil am Abfluss erreicht.
| Monatlicher mittlerer Abfluss in m³/s: Inn bei Passau-Ingling Reihe 1921/2023                                      |
| --- |
| 1.2501.0007505002500736432Jan.451Feb.538März708Apr.1.020Mai1.240Juni1.150Juli1.000Aug.757Sep.571Okt.501Nov.463Dez. |
| Durchgehende Linie: Mittlerer Jahresabfluss (MQ) 736 m³/s                                                          |
| |
| Quelle: Bayerisches Landesamt für Umwelt                                                                           |

Der mittlere Abfluss des Inns in Passau ist zwar rund 7 % größer als der der Donau, der Inn führt aber die meiste Zeit des Jahres (vom Frühherbst bis zum Frühling) weniger Wasser. Auch wenn visueller Eindruck und Gesamtwasserführung nahelegen, von der Mündung der Donau in den Inn zu sprechen, ist der Name Donau für den vereinigten Strom zu rechtfertigen; denn die Donau ist hier mit 547 km länger als der Inn mit 517 km und die Donau behält, anders als der Inn, ihre Fließrichtung unverändert bei.

### Flusslauf

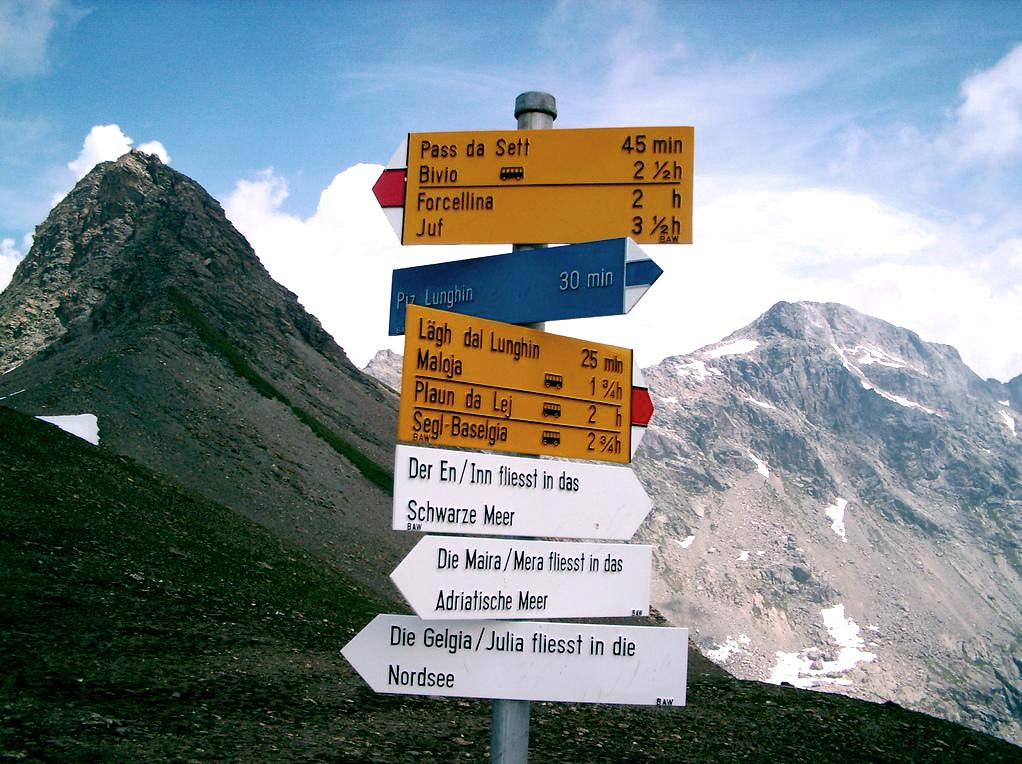
Europäische Wasserscheide

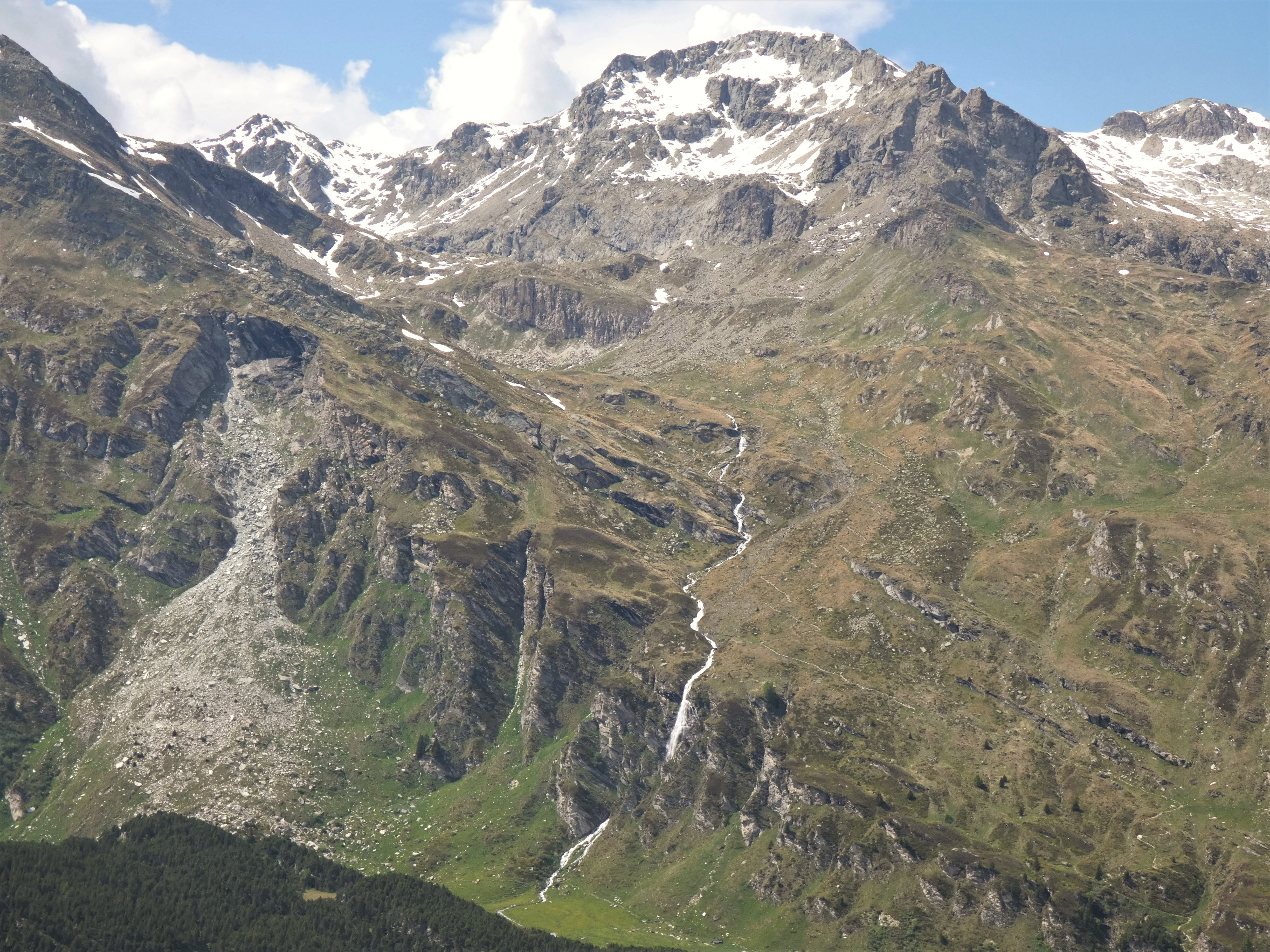
Inn unterhalb des Lunghinsees sowie des Piz Grevasalvas.

Der Fluss entspringt nordöstlich vom Pass Lunghin im Schweizer Oberengadin in 2564 m Höhe oberhalb des Lunghinsees. Der Pass oberhalb des Ursprungs ist ein europäischer Hauptwasserscheidepunkt (Nordsee, Schwarzes Meer, Adria).

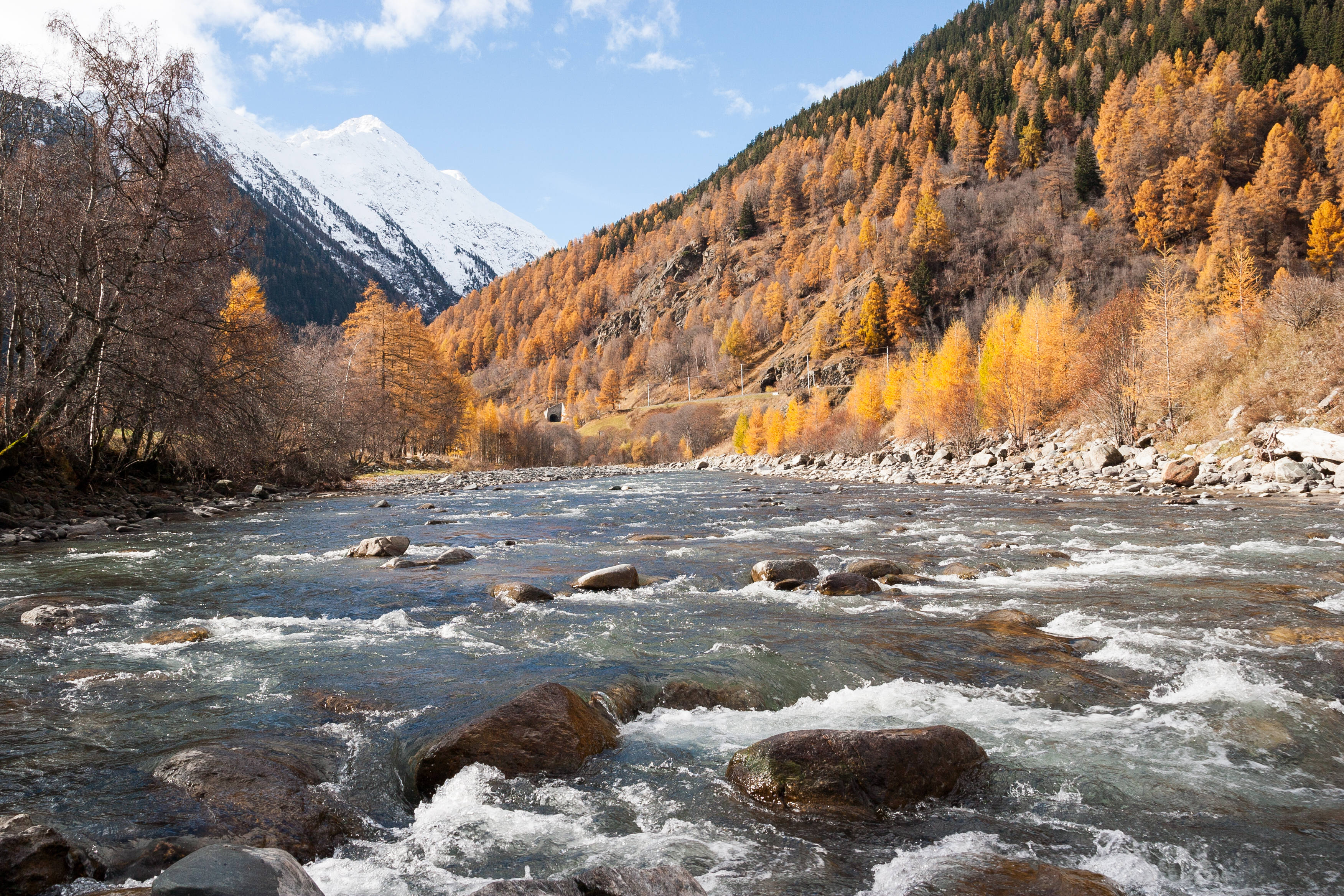
Inn im Unterengadin zwischen Susch und Lavin (2008)

Bis zum Zusammenfluss mit dem größeren Flaz wird der Inn (En) auch Sela genannt und durchfließt zunächst den Silser-, den Silvaplaner-, den Champfèrer- und den St. Moritzersee. Der kleine Lej da Gravatscha nahe der Mündung des Flaz ist ein wichtiges Brutgebiet für Vögel. Im Unterengadin durchfließt der Inn mit deutlich stärkerem Gefälle mehrere Schluchten.
Unterhalb der schweizerisch-österreichischen Grenze am Engpass von Finstermünz wird sein Tal im Bundesland Tirol Oberinntal genannt und unterhalb der Einmündung der Melach bei Zirl, etwa 10 km westlich von Innsbruck, Unterinntal. Zwischen Kufstein und Erl verläuft die österreichisch-deutsche Staatsgrenze in Flussmitte. Danach durchquert der Inn die südöstliche Ecke Bayerns; ab der Mündung der Salzach bis zur Stadtgrenze von Passau markiert er wieder die deutsch-österreichische Grenze. Am unteren Inn stehen mehrere große Stauwerke. Hier erstreckt sich auch über eine Länge von 55 Kilometern das Europareservat Unterer Inn. Der Inn zwischen Braunau und Schärding ist Namensgeber für das angrenzende oberösterreichische Innviertel (politische Bezirke Braunau, Schärding, Ried im Innkreis).

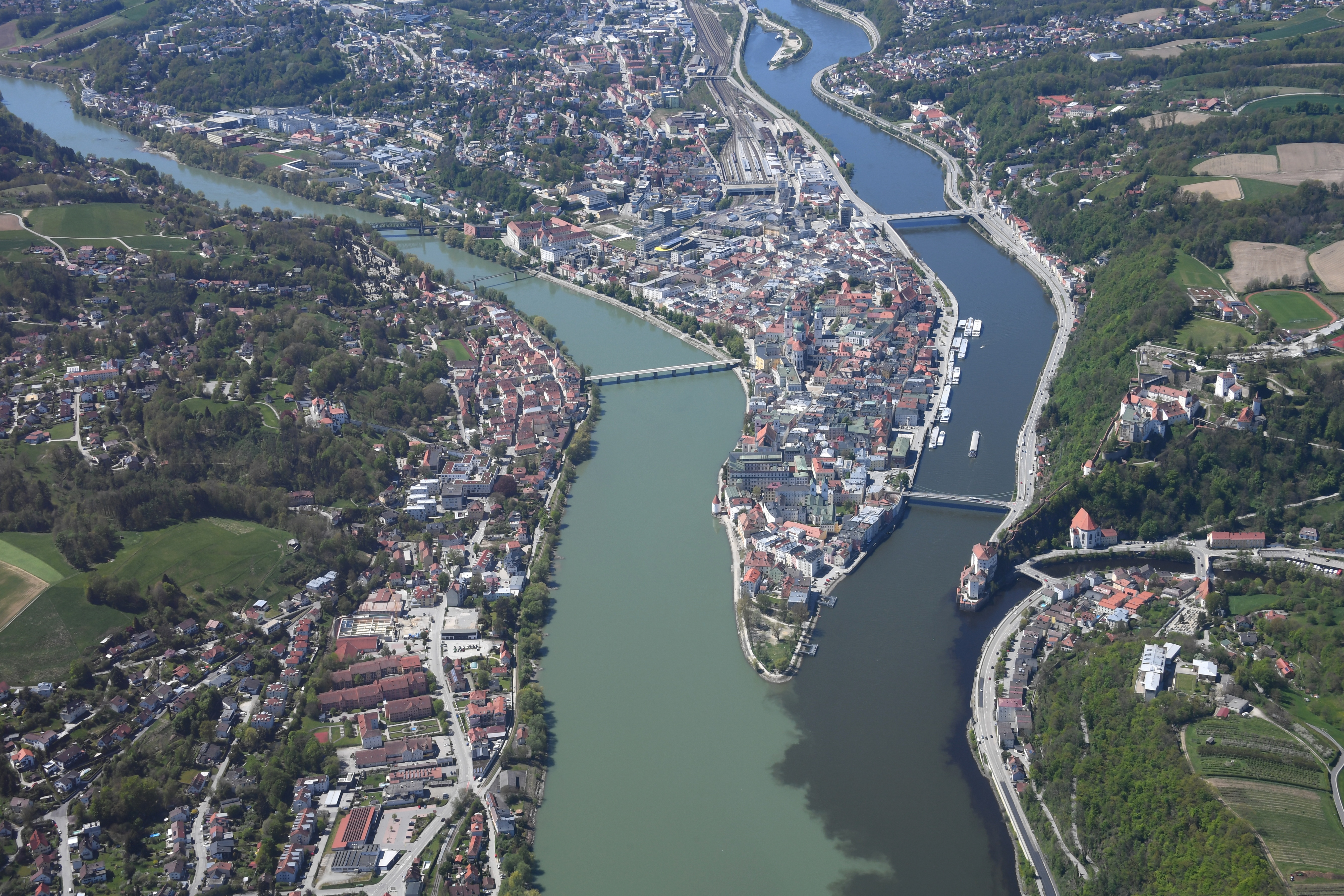
Mündung des Inns (im Bild links) in die Donau in Passau

Der Inn mündet in der „Dreiflüssestadt“ Passau in die Donau. Noch ein längeres Stück nach dem Zusammenfluss bleiben das grüne Gletscherschmelzwasser des Inns, das blaue Donauwasser und das dunkle Moorwasser der von Norden mündenden Ilz in der Donau unvermischt unterscheidbar. Die 2,34 km unterhalb der Innmündung nahe dem rechten Ufer liegende Felseninsel Kräutelstein ist noch vom unvermischten Innwasser umspült. Auffallend ist, wie stark das grüne Wasser des Inns das Wasser der Donau beiseite drängt. Dies hängt mit der zeitweise sehr großen Wassermenge des Inns und den unterschiedlichen Tiefen der beiden Gewässer zusammen (Inn: 1,90 Meter, Donau: 6,80 Meter) – „der Inn überströmt die Donau“.

### Wichtige Orte am Inn
- Schweiz: St. Moritz, Samedan, Scuol
- Österreich: Landeck, Imst, Telfs, Zirl, Völs, Innsbruck, Hall in Tirol, Wattens, Schwaz, Jenbach, Brixlegg, Rattenberg, Kundl, Wörgl, Kufstein, es folgt der Durchfluss durch Bayern, ab hier Grenzfluss, Braunau am Inn, Obernberg am Inn, Schärding
- Deutschland: Rosenheim, Wasserburg am Inn, Mühldorf am Inn, Neuötting, Marktl, ab hier Grenzfluss, Simbach am Inn, Passau

### Geologie
Bis Landeck verläuft der Inn in den Zentralalpen, wobei er hauptsächlich Kristallingebiete berührt und bei Ardez in das Engadiner Fenster mit seinen Bündnerschiefern eintritt. Von Fließ bis Landeck durchbricht er den Landecker Quarzphyllit. Ab Landeck bildet das Inntal als großes Alpenlängstal die Grenze zwischen den Nördlichen Kalkalpen und den Zentralalpen. Zwischen Schwaz und Brixlegg durchfließt der Inn die Grauwackenzone und anschließend die Nördlichen Kalkalpen. Bei Erl erreicht er das Alpenvorland und durchquert in Bayern die eiszeitlich überformte Flysch- und Molassezone, die von Moränenresten, diluvialen Schotterkörpern und Terrassen geprägt ist. Bei Schärding tritt er in die Böhmische Masse ein. Während der Kaltzeiten war das Tal im Ober- und Mittellauf von Gletschereis angefüllt. Untersuchungen an Torfablagerungen des Lanser Sees bei Innsbruck belegen, dass das Tal spätestens ab 15.379 ± 282 Jahre v. Chr. eisfrei gewesen sein muss. Der Rödschitz-Torf verlagert das Alter der Enteisung sogar noch weiter zurück in die Zeit 16.668 ± 503 v. Chr. im Gebiet des Traungletschers.

### Nebenflüsse

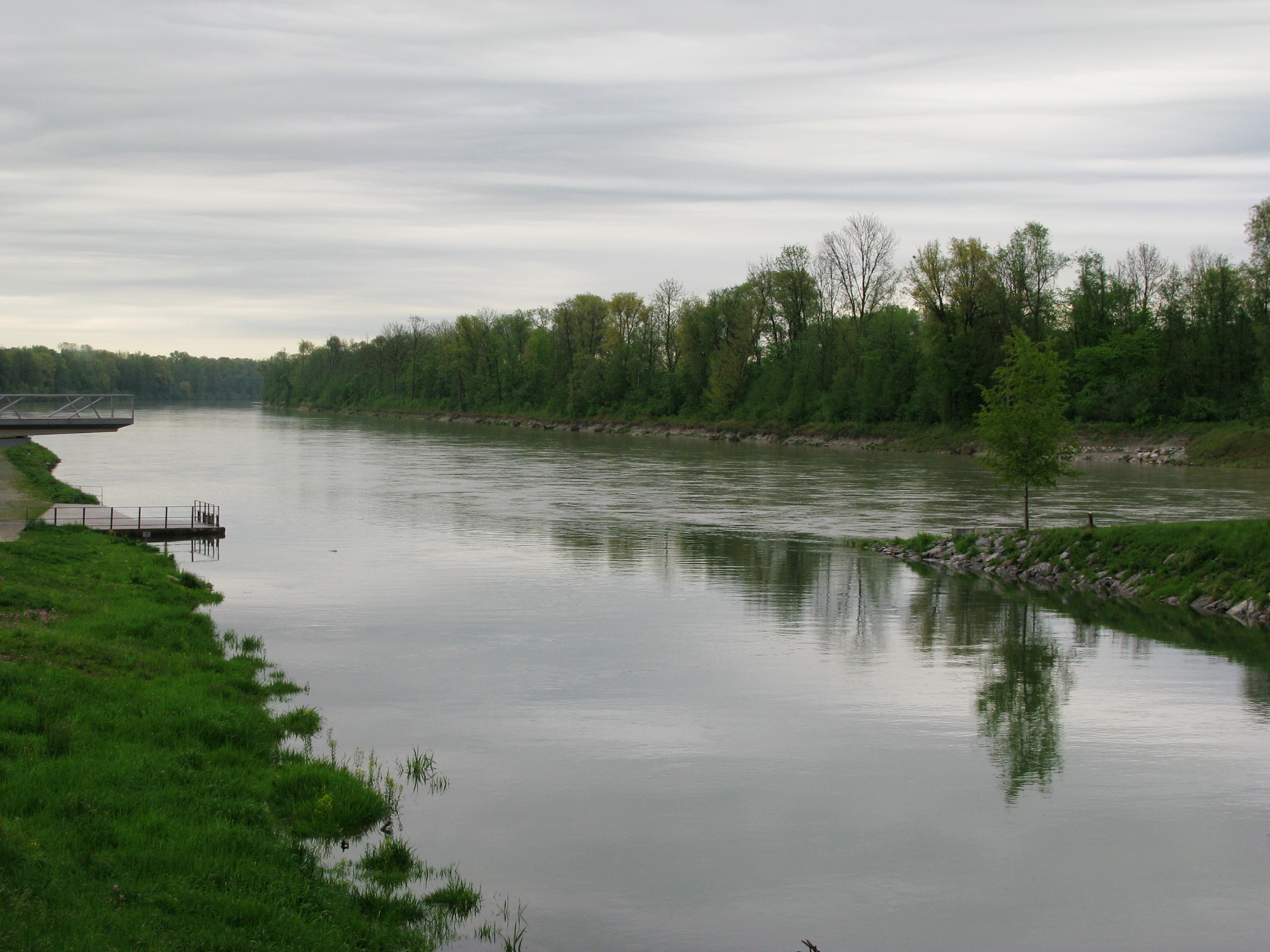
Mündung der Mangfall (vorne) bei Rosenheim

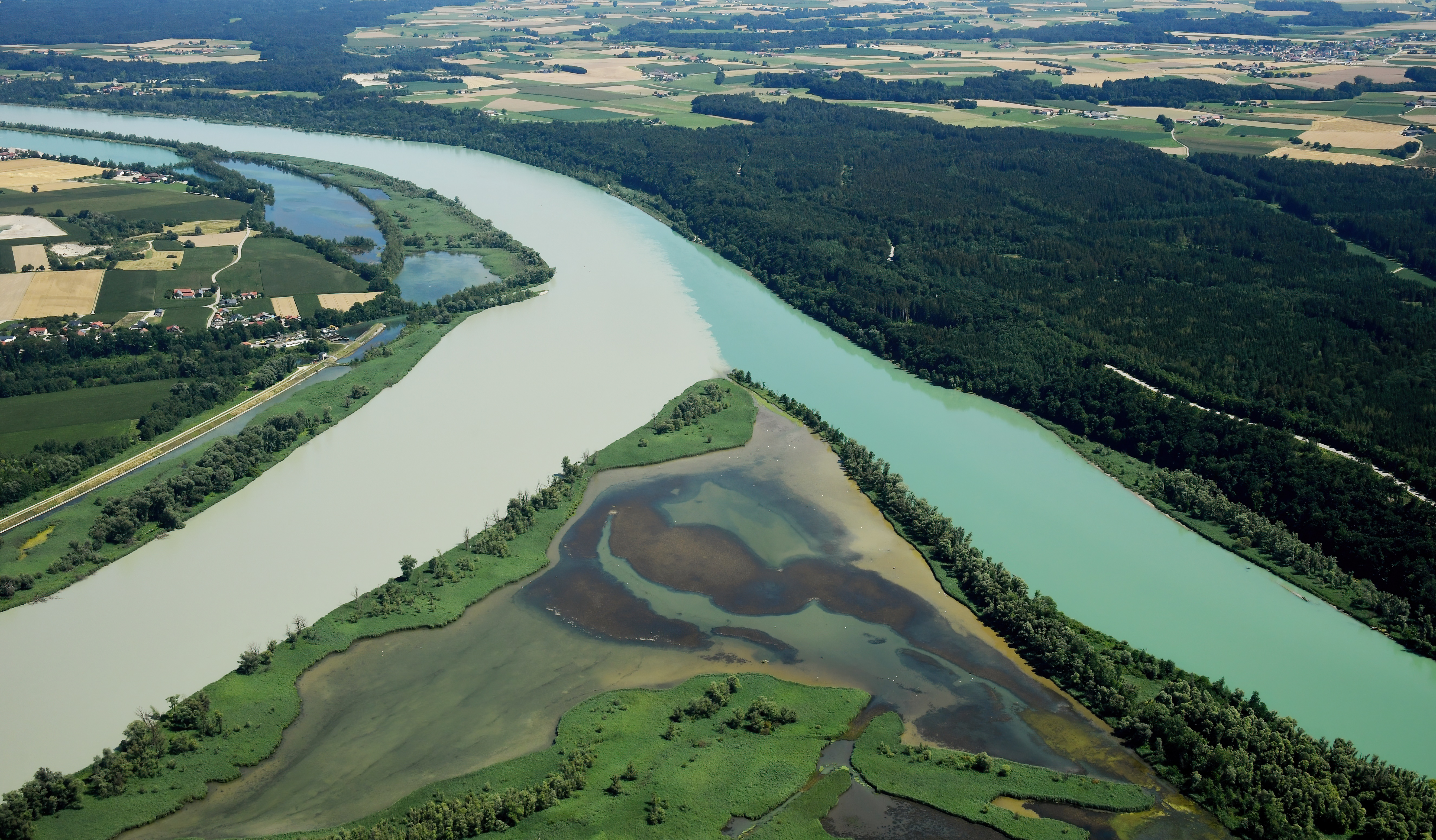
Mündung der Salzach (rechts) in den Inn (links)

Die folgende Tabelle enthält alle Zuflüsse mit einem Einzugsgebiet von mehr als 500 km² oder einem mittleren Abfluss (MQ) von mehr als 10 m³/s. Eine umfassende Auflistung findet sich unter Liste von Zuflüssen des Inns.
| Zufluss            | Seite  | Länge + in km | Einzugsgebiet in km² | MQ × in m³/s |
| ------------------ | ------ | ------------- | -------------------- | ------------ |
| Spöl               | rechts | 042,0         | 0310                 | 010,8        |
| Sanna              | links  | 053,2         | 0728                 | 020,0        |
| Ötztaler Ache      | rechts | 066,5         | 0894                 | 031,3        |
| Sill               | rechts | 042,2         | 0855                 | 024,5        |
| Ziller             | rechts | 055,7         | 1135                 | 044,5        |
| Brandenberger Ache | links  | 033,1         | 0282                 | 010,4        |
| Brixentaler Ache   | rechts | 028,0         | 0330                 | 010,9        |
| Mangfall           | links  | 058,0         | 1099                 | 026,9        |
| Isen               | links  | 076,0         | 0586                 | 005,6        |
| Alz                | rechts | 150,0         | 2239                 | 068,5        |
| Salzach            | rechts | 225,0         | 6700                 | 252,0        |
| Rott               | links  | 111,4         | 1200                 | 009,3        |

## Ökologie

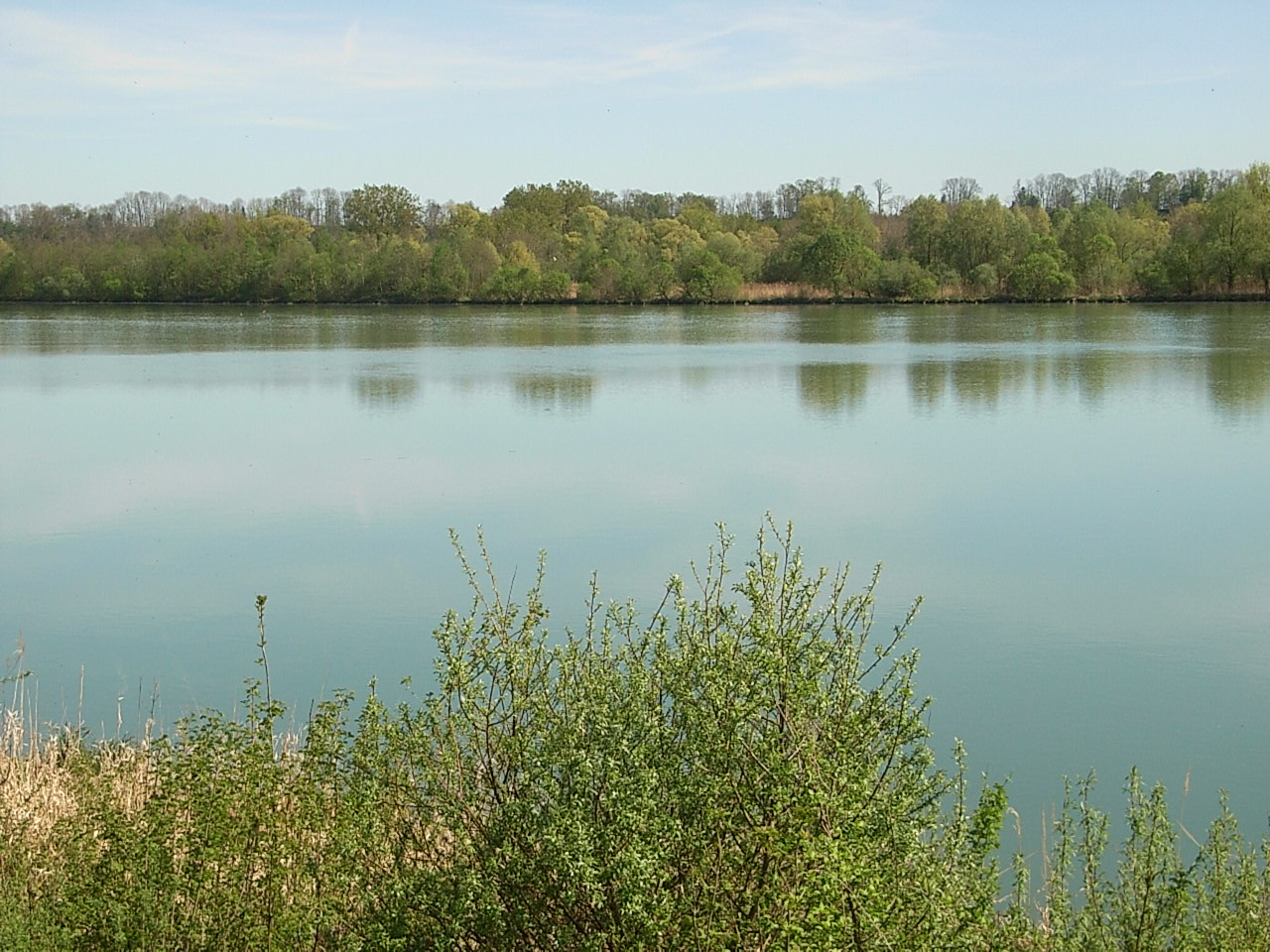
Unterer Inn bei Aigen am Inn

Der Inn ist heute über weite Strecken begradigt und verbaut, seine Fließstrecke ist durch zahlreiche Kraftwerke beeinträchtigt; eine längere freie Fließstrecke von 150 km besteht noch zwischen Fließ und Kirchbichl. Vereinzelt finden sich noch naturnähere Abschnitte und Reste der ursprünglichen Auwälder, die oft als Natur- oder Landschaftsschutzgebiet ausgewiesen sind. Am unteren Inn im bayrisch-oberösterreichischen Grenzgebiet hat sich der Charakter des Inns infolge der Kraftwerksbauten grundlegend vom alpinen zum Tieflandfluss mit großen, offenen Wasserflächen gewandelt. Neben diesen Wasserflächen entstanden Anlandungen und weitläufige Aubereiche, die ein international bedeutendes Brut-, Rast- und Überwinterungsgebiet für rund 300 Vogelarten darstellen.
Das Hochwasser 2005 in weiten Bereichen des Inns führte zu einem Umdenken und seit 2008 gibt es Renaturierungsmaßnahmen im Rahmen des Projektes „der.inn – lebendig und sicher“ als Kooperation von WWF, Tiroler Landesregierung und BMNT. So wurden in Bereich Hatting zwei Bäche wieder naturnah an den Inn angebunden und künstliche Querschwellen entfernt. Das Projekt soll bis 2026 weiterlaufen.
Die Au- und Wasserflächen am unteren Inn sind unter anderem als Europaschutzgebiet ausgewiesen.

### Flora

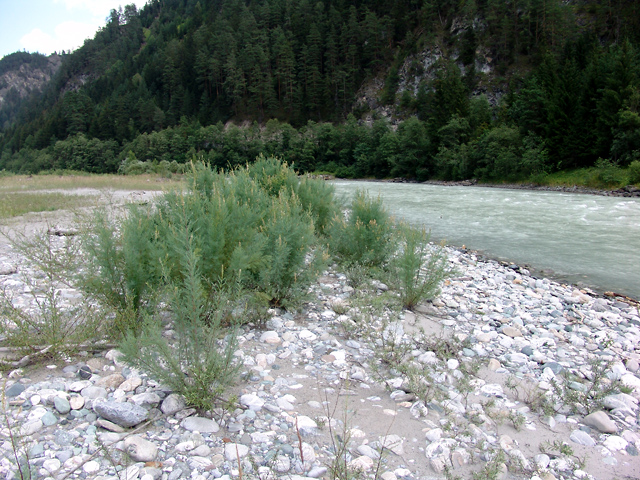
Deutsche Tamariske auf einer Schotterbank bei Pfunds

Innerhalb der Hochwasserschutzdämme am unteren Inn finden sich Silberweidenauen, die Auwälder außerhalb bestehen hauptsächlich aus Eschen und Grauerlen, in trockeneren Bereichen auch aus Bergahornen.
Die früher weit verbreitete Deutsche Tamariske ist durch Verbauungen fast ausgerottet worden, einzelne Bestände finden sich in den Mieminger und Rietzer Innauen, im Oberen Gericht sowie im Engadin.
An den Stauseen am unteren Inn finden sich als gefährdete Pflanzenarten Tannenwedel und Schwanenblume.

### Fauna
Vom Ursprung bis Landeck zählt der Inn zur Forellenregion, unterhalb zur Äschenregion, im Unterlauf besteht ein Übergang von der Barben- zur Brachsenregion. Im Tiroler Inn konnten von ursprünglich 31 Fischarten nurmehr 17 nachgewiesen werden. Zu den Arten, die im gesamten Tiroler Verlauf vorkommen, gehören Bachforelle, Regenbogenforelle und Äsche, als gefährdet gelten Huchen, Strömer und Aalrutte.
Im unteren Inn hat sich durch den Kraftwerksbau die Fischfauna verändert. Neben den früher typischen Arten Barbe, Nase und Huchen haben sich Fischarten, die ruhigere Flussabschnitte oder stehende Gewässer bevorzugen, angesiedelt, darunter Brachse, Karpfen, Hecht, Rotfeder und Rotauge.

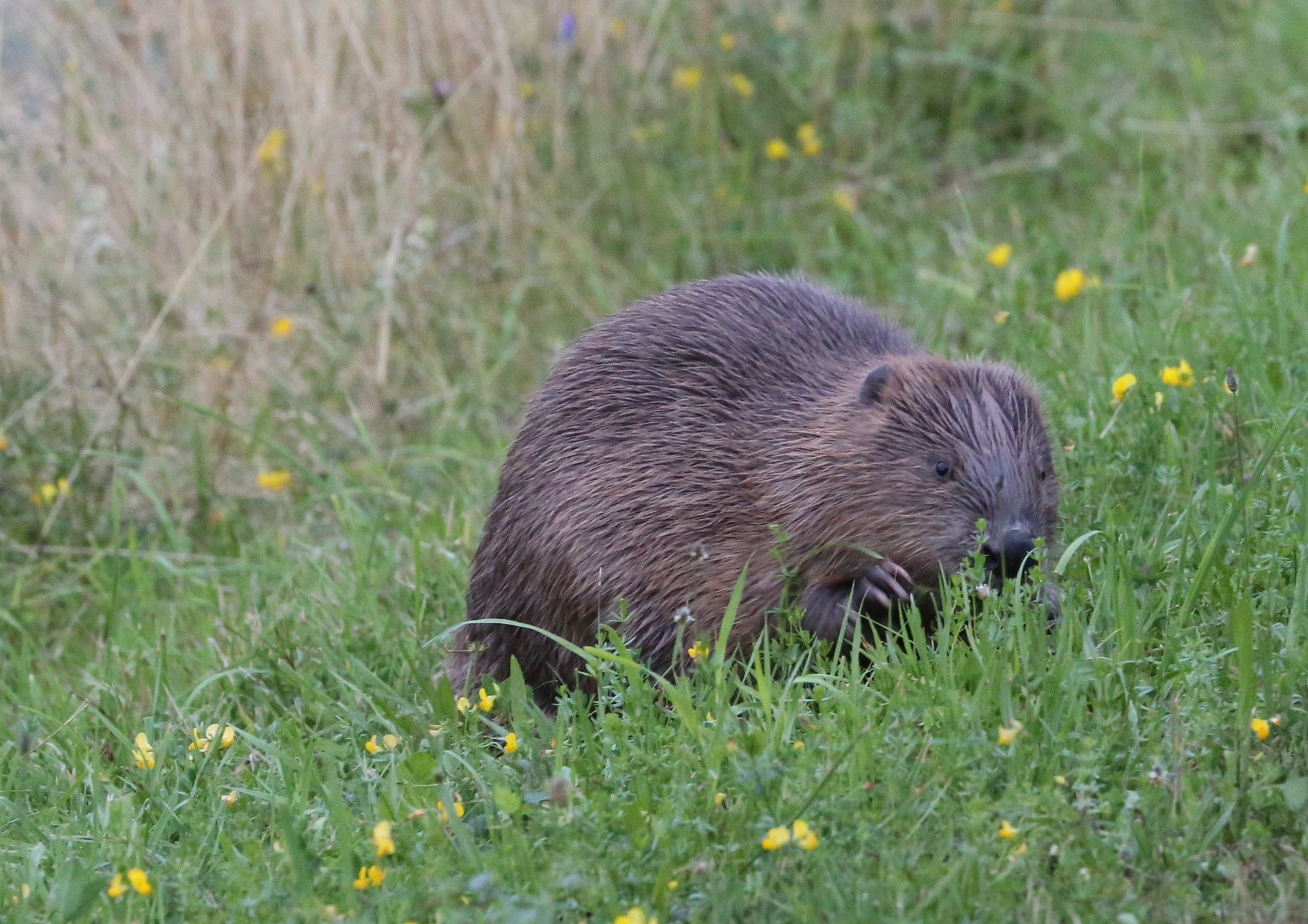
Europäischer Biber am Inn bei Kiefersfelden

Der Europäische Biber wurde in den 1970er Jahren auf der bayerischen Seite der Innstauseen wieder angesiedelt und hat sich seither ausgebreitet. Zwischen der Salzachmündung und der Antiesenmündung finden sich rund 15 Reviere, der Biber ist aber auch flussaufwärts bis ins Tiroler Oberinntal gewandert. Allmählich siedelt sich am unteren Inn auch der Fischotter wieder an.
Die Auen dienen zahlreichen, darunter etlichen gefährdeten, Vogelarten als Lebens- und Brutraum. Bedeutsam sind u. a. Brutvorkommen von Flussuferläufer, Nachtigall und Gartenbaumläufer in der Silzer Innau, vom Flussregenpfeifer in der Innschleife bei Kirchbichl, oder von Zwergdommel, Nachtreiher, Seidenreiher, Rohrweihe, Schwarzmilan, Schwarzkopfmöwe, Flussseeschwalbe, Eisvogel, Blaukehlchen, Brandgans, Weißkopfmöwe und Lachmöwe am unteren Inn.

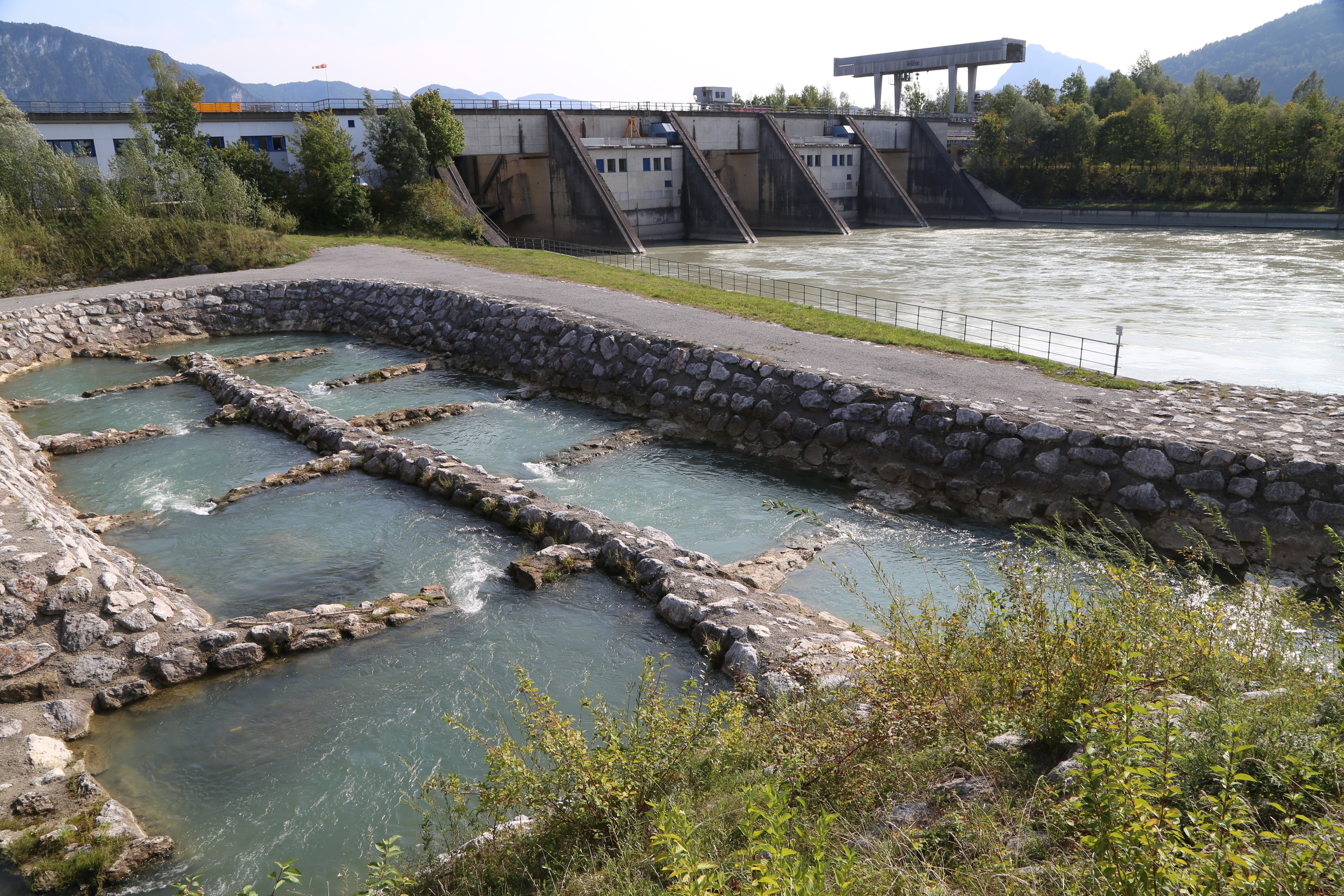
Fischtreppe am Kraftwerk Oberaudorf-Ebbs

Um die Fischwanderung an Kraftwerken flussaufwärts zu ermöglichen, sollen bis 2027 durchgehend von der Donaumündung ins Schwarze Meer bis hinauf nach Rosenheim am Inn Fischwanderhilfen errichtet werden.

### Wasserqualität
Der Inn weist in Tirol, Bayern und Oberösterreich im gesamten Verlauf Gewässergüteklasse II (mäßig verunreinigt) auf, mit Ausnahme des Tiroler Abschnittes von der Einmündung der Sanna bis zur Einmündung der Pitze, wo er Klasse I–II erreicht.

## Nutzung

### Schifffahrt
| \| \| Schaurecker \| Ingling \| Ingling \| \| \| \| Wernstein \| \| \| \| Schaurecker \| Schärding \| Schärding \| \| \| \| \| \| \| \| Held \| Wasserburg \| Wasserburg \| \| \| \| \| \| \| \| ehem. Innschifffahrt Tirol-Bayern (bis 2011) \| Oberaudorf \| Oberaudorf \| \| \| \| Niederndorf \| \| \| \| \| Ebbs \| \| \| \| \| Kiefersfelden \| \| \| \| \| Kufstein \| \| |                                              |               |               |
| Haltepunkt / Haltestelle Streckenanfang | Schaurecker                                  | Ingling       | Ingling       |
| Haltepunkt / Haltestelle |                                              | Wernstein     | Wernstein     |
| Haltepunkt / Haltestelle Streckenende | Schaurecker                                  | Schärding     | Schärding     |
| |                                              |               |               |
| | Held                                         | Wasserburg    | Wasserburg    |
| |                                              |               |               |
| Haltepunkt / Haltestelle Streckenanfang (Strecke außer Betrieb) | ehem. Innschifffahrt Tirol-Bayern (bis 2011) | Oberaudorf    | Oberaudorf    |
| Haltepunkt / Haltestelle (Strecke außer Betrieb) |                                              | Niederndorf   | Niederndorf   |
| Haltepunkt / Haltestelle (Strecke außer Betrieb) |                                              | Ebbs          | Ebbs          |
| Haltepunkt / Haltestelle (Strecke außer Betrieb) |                                              | Kiefersfelden | Kiefersfelden |
| Haltepunkt / Haltestelle Streckenende (Strecke außer Betrieb) |                                              | Kufstein      | Kufstein      |

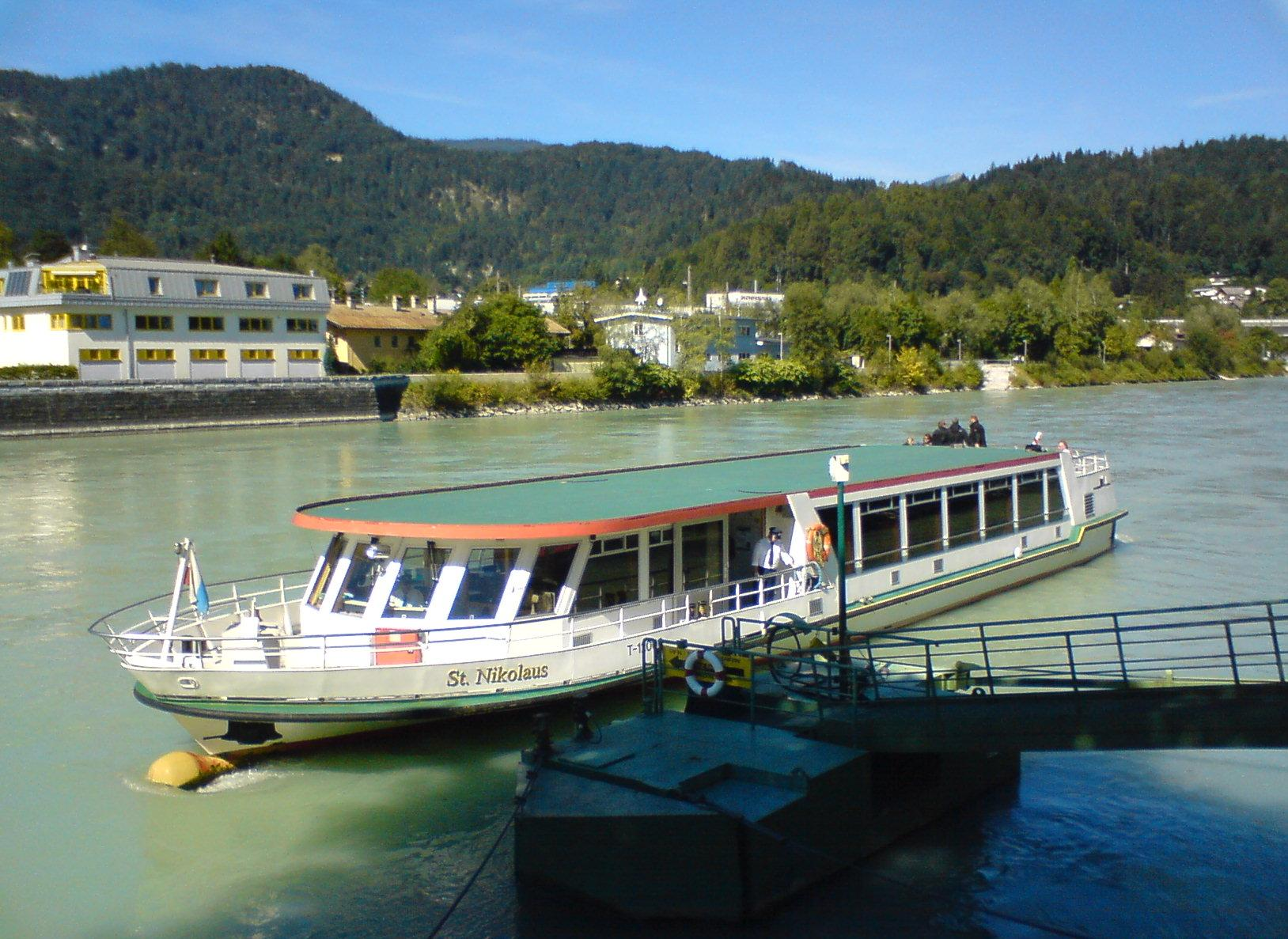
Fahrgastschiff St. Nikolaus (2000–2011, hier: 2010) in Kufstein

Schifffahrt auf dem Inn gab es schon zur Zeit der Römer. Im Jahr 1190 gewährte Kaiser Heinrich IV. die Einrichtung einer Salzstapelniederlassung in Mühldorf am Inn. Es folgten weitere Innstädte mit verschiedenen Rechten zum Handel auf dem Inn. Oberer Endpunkt der Innschifffahrt war Hall, das dadurch der wichtigste Warenumschlagplatz Nordtirols war und u. a. das Stapelrecht für Getreide besaß. Bei Hall befand sich ein für Schiffe unpassierbarer Holzrechen, der das auf dem Inn geflößte oder getriftete Brennholz für die Saline auffing. Dieser trennte die Innschifffahrt in die Abschnitte von Mötz bis Hall und unterhalb von Hall. Oberhalb wurde der Inn mit Flößen (überwiegend flussabwärts) befahren. Lediglich wenn Geschütze aus dem Innsbrucker Zeughaus transportiert werden mussten oder Leibschiffe der Tiroler Landesfürsten passieren wollten, wurde der Haller Rechen durchfahrbar gemacht.
Neben dem Salz aus Tirol wurden besonders Eisenerz, Silber, Kupfer, Kalk, Holz, Tuche und Tiroler Wein in Schiffszügen flussabwärts bis Wien geschifft. Aus dem Engadin wurde Holz nach Innsbruck, zur Salzpfanne nach Hall und zum Teil bis nach Rosenheim geflößt. Wasserburg am Inn war die bedeutendste Stadt der Innschifferei. Dort und in den anderen Städten brachten es die Schiffsmeisterfamilien zu erheblichem Wohlstand.
Für die Fahrt flussabwärts wurden meist einfache, flache Plätten gezimmert, die am Zielort als Bau- oder Nutzholz verkauft werden konnten. Bei der Rückfahrt transportierte man besonders Weizen, Fleisch, Fett und österreichischen Wein. Dabei wurden die Schiffe unter Führung eines Stangenreiters von einem Pferdevorspann auf dem Treidelweg stromaufwärts gezogen. Sechs bis zwanzig hintereinander gespannte Pferde zogen die Schiffe, so konnten auf einem Leitschiff mit zwei bis drei Lastschiffen bis zu 100 Tonnen Getreide flussaufwärts transportiert werden. Die Fahrt von Hall nach Kufstein dauerte rund fünf Stunden, nach Wien knapp eine Woche. Flussaufwärts brauchte das Ziehen eines Lastzugs von Kufstein nach Hall vier bis fünf Tage.
Neben Gütern wurden auf dem Inn auch Personen befördert. Insbesondere für das Militär war der Fluss ein bedeutender und sicherer Nachschubweg. So wurden 1532 in Hall 20.000 Italiener und Spanier auf 45 Schiffen nach Wien verschifft, wo sie das Heer Kaiser Karls V. gegen die Türken verstärken sollten. 1765 wurde der Leichnam des in Innsbruck verstorbenen Kaisers Franz I. Stephan auf einem Schiff von Hall nach Wien transportiert, gefolgt von 19 Schiffen mit seiner Gattin Maria Theresia und ihrem Hofstaat.
Mit der Eröffnung der Unterinntalbahn von Kufstein nach Innsbruck im Jahre 1858 kam das Ende für die Innschifffahrt in Tirol. Am unteren Inn wurde die Schifffahrt durch die damals errichteten Strecken der Rottal- und Kronprinz Rudolf-Bahn sowie den zunehmenden Ausbau des Straßennetzes verdrängt.
Mit dem Bau von Staustufen mit Wasserkraftwerken, durchwegs ohne Schleusen, wurde Mitte des 20. Jahrhunderts eine durchgehende Schifffahrt auch technisch unmöglich. Nur örtlich, beispielsweise zwischen Neuhaus am Inn/Schärding und Passau sowie in Wasserburg am Inn findet auf dem Inn Fahrgastschifffahrt statt. In den 1990er Jahren aufgekommene Ideen einer Schiffsverbindung zwischen Innsbruck und den Kristallwelten in Wattens wurden nicht umgesetzt.
Von Kufstein bis Niederndorf gab es ab 1998, anfangs mit dem kleineren Motorschiff Tirol, ab April 2000 mit dem zweischraubigen 85-t-116-Personen-Schiff St. Nikolaus bis 2011 eine touristisch orientierte Innschifffahrt. Eingestellt wurde sie auch, weil Hochwässer mitunter den Betrieb verhinderten, mangels ausreichender Fahrgastzahlen; das Schiff St. Nikolaus wurde im April 2013 nach Hamburg verkauft.

### Straßen- und Schienenverkehr

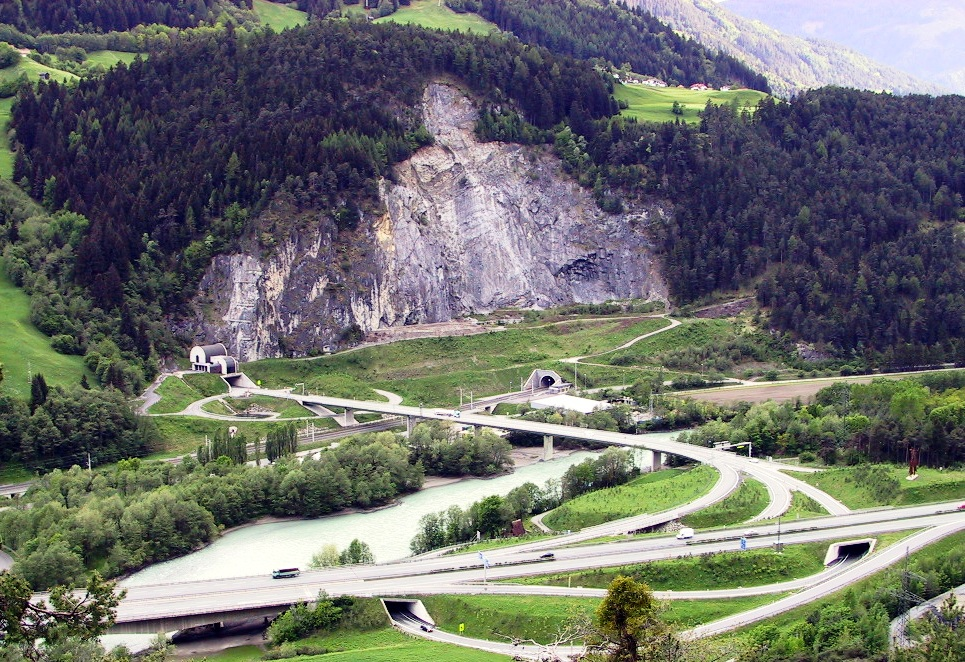
Inntalautobahn, Arlbergbahn und Inn östlich von Landeck

Wegen mehrerer Engpässe sowie wegen der für den Alpenquerverkehr ungünstigen Längstalrichtung ist der Inn nicht in ganzer Länge seines Alpentals eine günstige natürliche Leitlinie für den Verkehr, seine Breite und relative Klimagunst machen das Inntal trotzdem zu einem früh besiedelten eigenen Wirtschaftsraum. Da es am breiten und stark strömenden Inn früher nur wenige Brücken gab, verlangte man seit dem Mittelalter für Bau und Erhalt einen Brückenzoll, meist von Fuhrwerken, etwa in Zams. 
In Passau war dem St. Ägidien-Spital ein eigenes „Innbruckamt“ inkorporiert, welches für die Verwaltung der Marienbrücke zuständig war. Das „Innbruckamt“ verwaltete neben der Innbrücke auch die dem Spital inkorporierten Pfarreien, die vom jeweiligen „Bruckpfarrer“ zu vergeben waren.

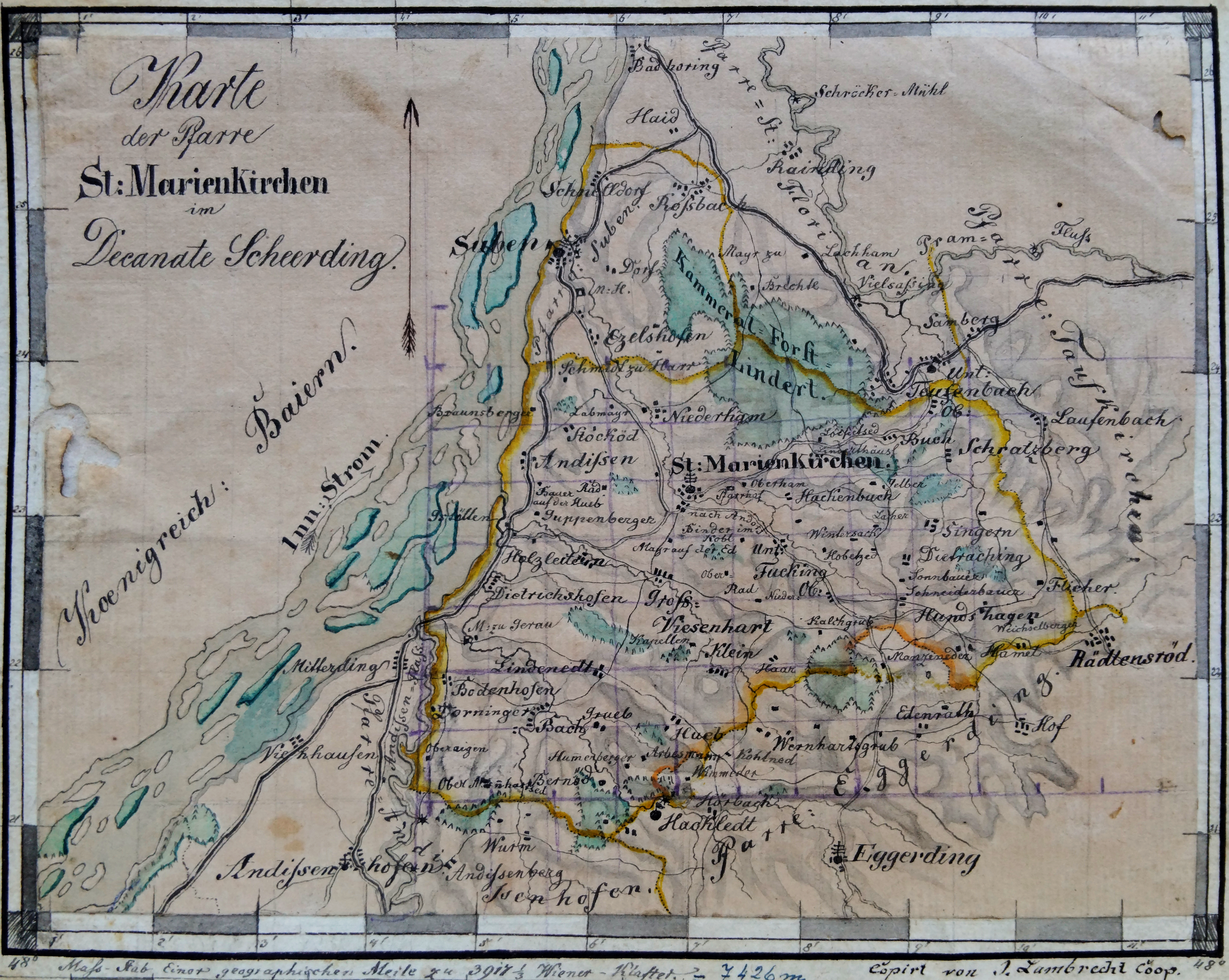
Der von zahlreichen Inseln und Nebenarmen geprägte Lauf des Inn zwischen Antiesenhofen und Suben auf einer Landkarte von 1845.

Im Bereich des Unteren Inn begann man in der zweiten Hälfte des 19. Jahrhunderts, den bis dahin von zahlreichen Inseln und Nebenarmen geprägten Lauf des Inn durch Eindämmungen und andere wasserbauliche Maßnahmen zu einem einzigen großen Flussbett zusammenzuführen. Diese Maßnahmen erfolgten von 1862 bis 1930. Zudem spielte der Fluss als Transportweg eine immer geringere Rolle, da die Schifffahrt durch die damals errichteten Eisenbahnstrecken der Rottal- und Kronprinz Rudolf-Bahn sowie den zunehmenden Ausbau des Straßennetzes verdrängt wurde. 
Heute verlaufen die Bundesautobahn 93 und die Inntalautobahn A 12 sowie die Unterinntalbahn und die Arlbergbahn im Inntal. Die Verteilerfunktion zu niedrigen Alpenpässen wie Reschenpass und Brennerpass ist einerseits der Wirtschaft förderlich, belastet das Tal aber zunehmend mit Umweltfolgen des motorisierten Individualverkehrs. So werden die EU-Grenzwerte für die Luftreinhaltung im Unterinntal oft erheblich überschritten.
Derzeit ist der Brenner-Nordzulauf zum Brennerbasistunnels in Bau.

### Fischerei
In der Vergangenheit spielte die Fischerei am Inn eine große wirtschaftliche Rolle. So wurden Fische aus dem Inn und den Oberengadiner Seen bis ins 19. Jahrhundert nach Italien verkauft.
Die Fischerei nahm bisweilen überhand, sodass bereits um 1553 im Rahmen der Bayerischen Landordnung 1553 eine Fischordnung für das Herzogtum Bayern erlassen und im selben Jahr von den Brüdern Alexander und Samuel Weißenhorn in Ingolstadt mit hochwertigen Holzschnitten versehen gedruckt wurde, da der Fischbestand fast „verödigt“ war. Dabei wurden erstmals Fangbeschränkungen und Mindestmaße (z. B. „Prüttelmaß“, „Prüttl-Maß“ oder „Brütelmaß“ mit 10 cm oder „Karpffen-Maß“ mit 26,4 cm) eingeführt. Außerdem wurde der Betrieb von „Archen“ (auch „Fache“ genannt), reusenartigen Einbauten im Fluss, untersagt, die nicht nur die Fischbestände dezimierten, sondern auch Hindernisse für die Schifffahrt darstellten. Heute hat die Fischerei keine kommerzielle Bedeutung mehr.

### Elektrizitätswerke

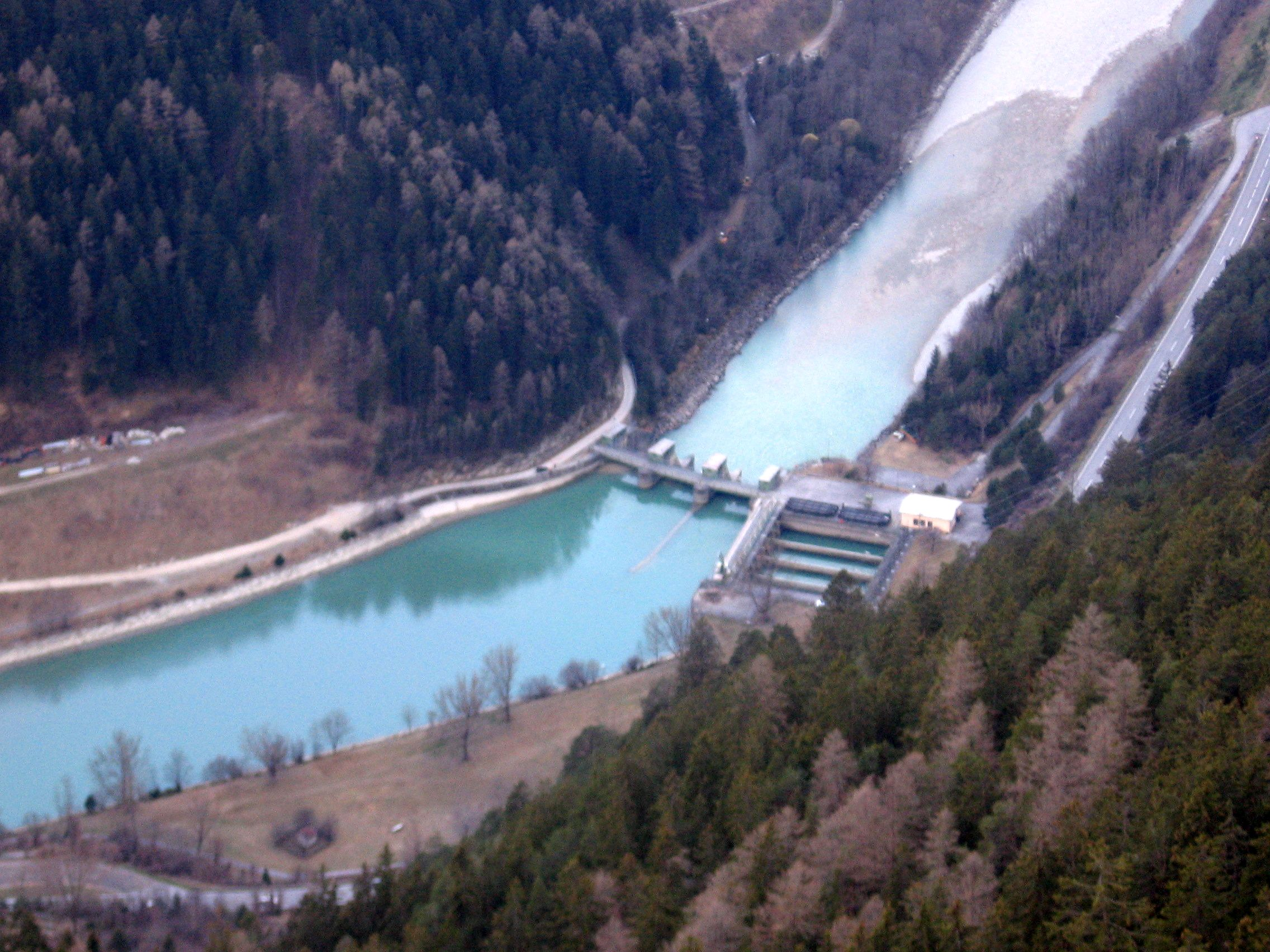
Wehr Runserau des Kraftwerks Imst

Am Oberlauf des Inns vom Schweizer Gebiet bis ins österreichische Landeck in Tirol befinden sich mehrere Wasserkraftwerke. Staustufen im Unterlauf ab Kufstein dienen sowohl der Stromerzeugung als auch dem Hochwasserschutz. Da diese Kraftwerke keine Schleusen haben, schränken sie die Schiffbarkeit des Inns stark ein.
Das älteste Tiroler Kraftwerk ist das 1941 in Betrieb genommene Kraftwerk Kirchbichl in Kirchbichl. 2017 bis 2020 wurde die Wehranlage für Extremereignisse erweitert und zur bestehenden Wehranlage eine zusätzliche Abflussmöglichkeit geschaffen. Dafür wurde der rund einen Kilometer lange Triebwasserweg ausgebaut. Dadurch und durch den Bau einer Hochwasserentlastung konnte das Krafthaus um eine Turbine erweitert werden, die Regeljahreserzeugung stieg von 130 GWh auf etwa 164 GWh.
Das Kraftwerk Imst nutzt eine für ein Laufkraftwerk ungewöhnlich große Fallhöhe von 143,5 m, indem der Inn in der Runserau bei Fließ aufgestaut und das Wasser durch einen 12,3 km langen Druckstollen quer durch das Venetmassiv in die Imsterau geleitet wird, wodurch es das Innknie bei Landeck abschneidet.
| Stat. + [km] | Ort                | Nennleistung in MW | erbaut (betrieben seit) | Durchfluss in m³/s | Fallhöhe in m | Turbinen Anzahl | Betreiber              | Bemerkung        |
| ------------ | ------------------ | ------------------ | ----------------------- | ------------------ | ------------- | --------------- | ---------------------- | ---------------- |
| ~004         | Passau-Ingling     | 086,00             | 1962 (1965)/            | 285,0              | 010,4         | 4               | Grenzkraftwerke        |                  |
| ~019         | Schärding-Neuhaus  | 096,00             | 1961 (1963)/            | 287,5              | 011,2         | 4               | Grenzkraftwerke        |                  |
| ~035         | Egglfing-Obernberg | 080,70             | 1944 (0000)/            | 186,0              | 010,1         | 6               | VERBUND Hydro Power AG |                  |
| ~048         | Ering-Frauenstein  | 072,90             | 1942 (0000)/            | 352,0              | 009,1         | 4               | VERBUND Hydro Power AG |                  |
| ~061         | Braunau-Simbach    | 100,00             | 1953 (0000)/            | 287,5              | 012,1         | 4               | Grenzkraftwerke        |                  |
| ~075         | Stammham           | 023,20             | 1955 (0000)/            | 185,0              | 005,7         | 3               | VERBUND Hydro Power AG |                  |
| ~083         | Perach             | 019,40             | 1977 (0000)/            | 170,0              | 005,2         | 3               | VERBUND Hydro Power AG |                  |
| ~091         | Neuötting          | 026,10             | 1951 (0000)/            | 196,0              | 006,7         | 4               | VERBUND Hydro Power AG |                  |
| ~100         | Töging             | 118                | 1924/2021 (0000)/       | 340,0              | 030           | 14              | VERBUND Hydro Power AG | am Innkanal      |
| ~128         | Jettenbach 1       | 000,40             | 1994 (0000)/            | 005,0              | 008,4         | 1               | VERBUND Hydro Power AG |                  |
| ~128         | Jettenbach 2       | 005,00             | 1994 (0000)/            | 037,5              | 008,4         | 2               | VERBUND Hydro Power AG |                  |
| ~137         | Gars am Inn        | 025,00             | 1938 (0000)/            | 090,0              | 007,2         | 5               | VERBUND Hydro Power AG |                  |
| ~147         | Teufelsbruck       | 025,00             | 1938 (0000)/            | 090,0              | 007,0         | 5               | VERBUND Hydro Power AG |                  |
| ~160         | Wasserburg         | 024,10             | 1938 (0000)/            | 095,0              | 007,0         | 5               | VERBUND Hydro Power AG |                  |
| ~173         | Feldkirchen        | 038,20             | 1970 (0000)/            | 178,0              | 008,7         | 3               | VERBUND Hydro Power AG |                  |
| ~188         | Rosenheim          | 035,10             | 1960 (0000)/            | 215,0              | 008,3         | 3               | VERBUND Hydro Power AG |                  |
| ~199         | Nußdorf            | 047,90             | 1982 (0000)/            | 550                | 011,7         | 2               | Innwerk AG             |                  |
| ~211         | Oberaudorf-Ebbs    | 059,00             | 1992 (0000)/            | 580                | 012,4         | 2               | Grenzkraftwerke        |                  |
| ~223         | Langkampfen        | 031,50             | 1998 (0000)/            | 425,0              | 008,3         | 2               | TIWAG                  |                  |
| ~233         | Kirchbichl         | 023,00             | 1941 (0000)/            | 250,0              | 009,7         | 3               | TIWAG                  | Ausleitkraftwerk |
| ~383         | Imst               | 089,00             | 1956 (0000)/            | 085,3              | 143,5         |                 | TIWAG                  | Ausleitkraftwerk |
| ~425         | Scuol              | 288,00             | 1970/1994 ()            | 72                 |               |                 | Engadiner Kraftwerke   | Ausleitkraftwerk |
| ~466         | S-chanf/Ova-Spin   | 050,00             | 1970 (0000)/            | 29                 |               |                 | Engadiner Kraftwerke   | Ausleitkraftwerk |
| ~486         | St. Moritz         | 004,36             | 1932 (0000)/            |                    |               |                 | E-Werke St. Moritz     |                  |

### Freizeit

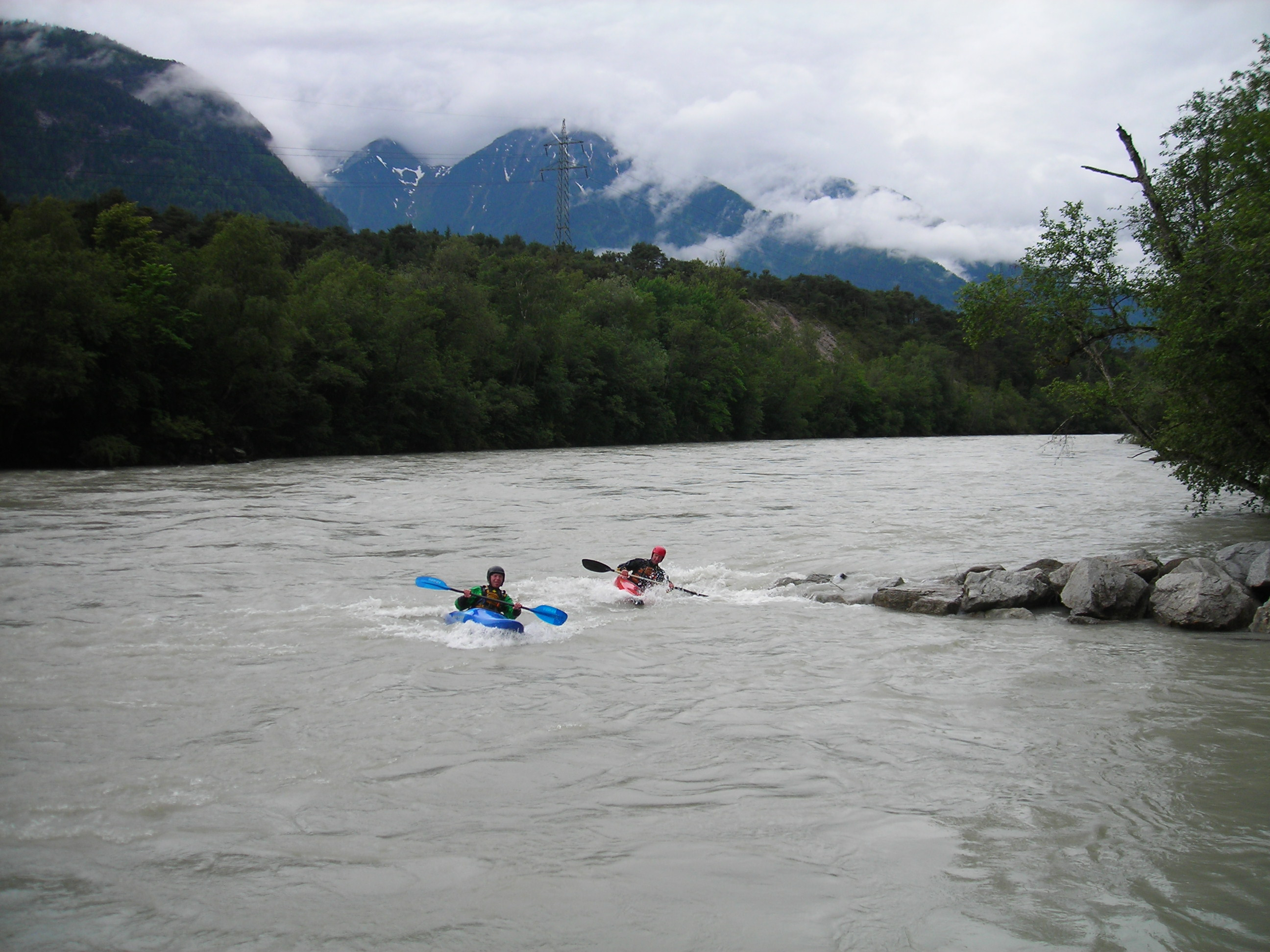
Wildwasserpaddler auf dem Inn bei Haiming

Der Inn bietet im Oberlauf vielfältige Möglichkeiten für den Wassersport, vor allem für Wildwasserpaddeln und Rafting, auf den Oberengadiner Seen (Silsersee, Silvaplanersee und St. Moritzersee) u. a. für Wind- und Kitesurfen. Ein beliebter Abschnitt bei Wildwassersportlern ist die 5 km lange Imster Schlucht, deren Schwierigkeitsgrad abhängig vom Wasserstand zwischen WW II-III und III-IV liegt.
Entlang der Hochwasserdämme führen auf weiten, zusammenhängenden Strecken Radwege. Der Inn-Radweg folgt dem Flusslauf von Maloja bis zur Mündung. Entlang des Inn liegen viele Baggerseen, die durch Kiesgewinnung entstanden sind. Örtlich verkehren linienmäßig Personenschiffe. Das Inn-Museum in Rosenheim dokumentiert die Geschichte des Inns und der Innschifffahrt.

### Gewinnung von Inngold
Eine Besonderheit aus der Geschichte der Nutzung war die Gewinnung von Gold aus dem Sand des Inns zur Prägung von Flussgolddukaten. Sie sind durch die Umschrift EX AURO OENI (= aus dem Gold des Inns) erkennbar.

## Galerie

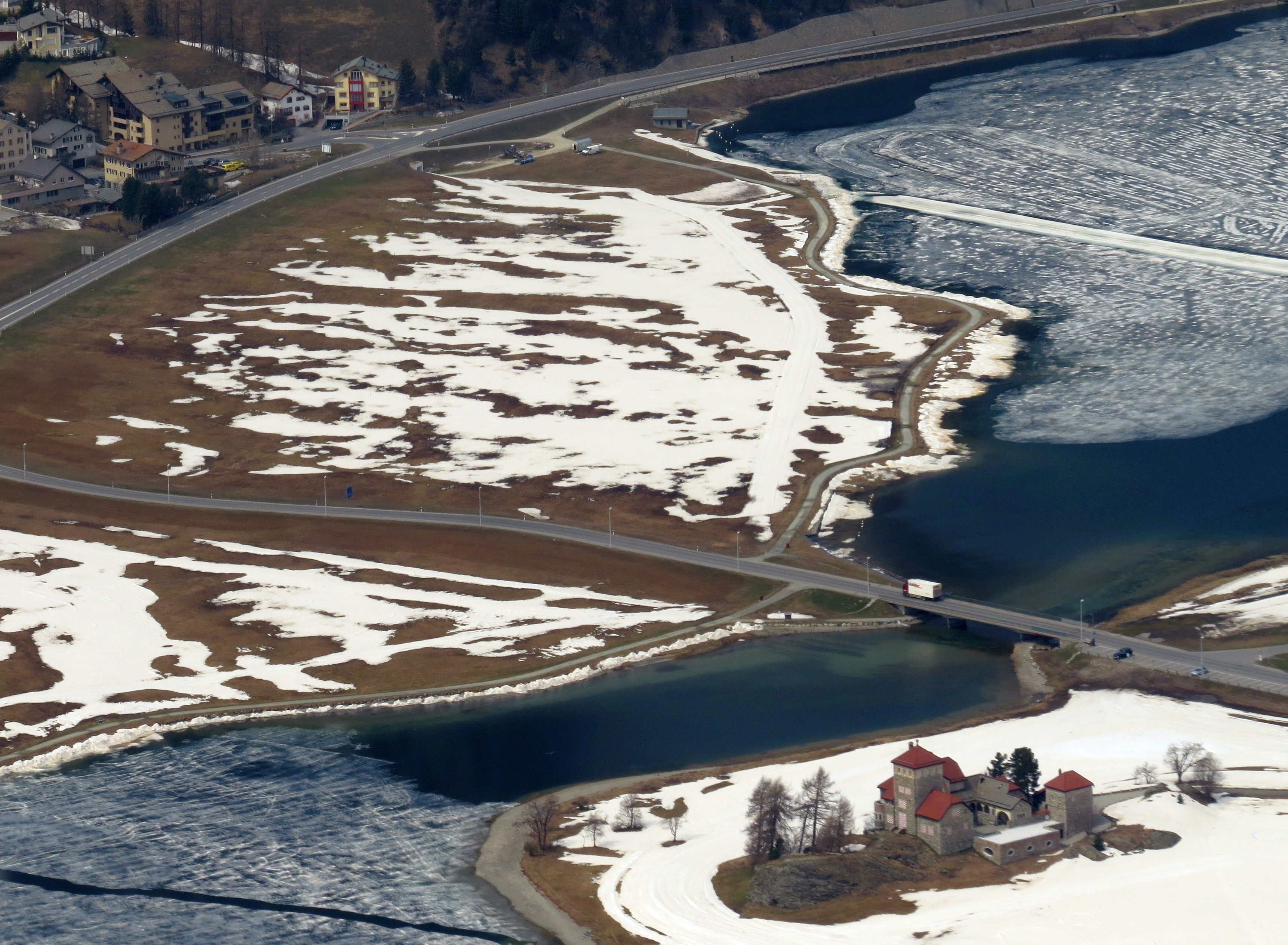
Innbrücke bei Silvaplana
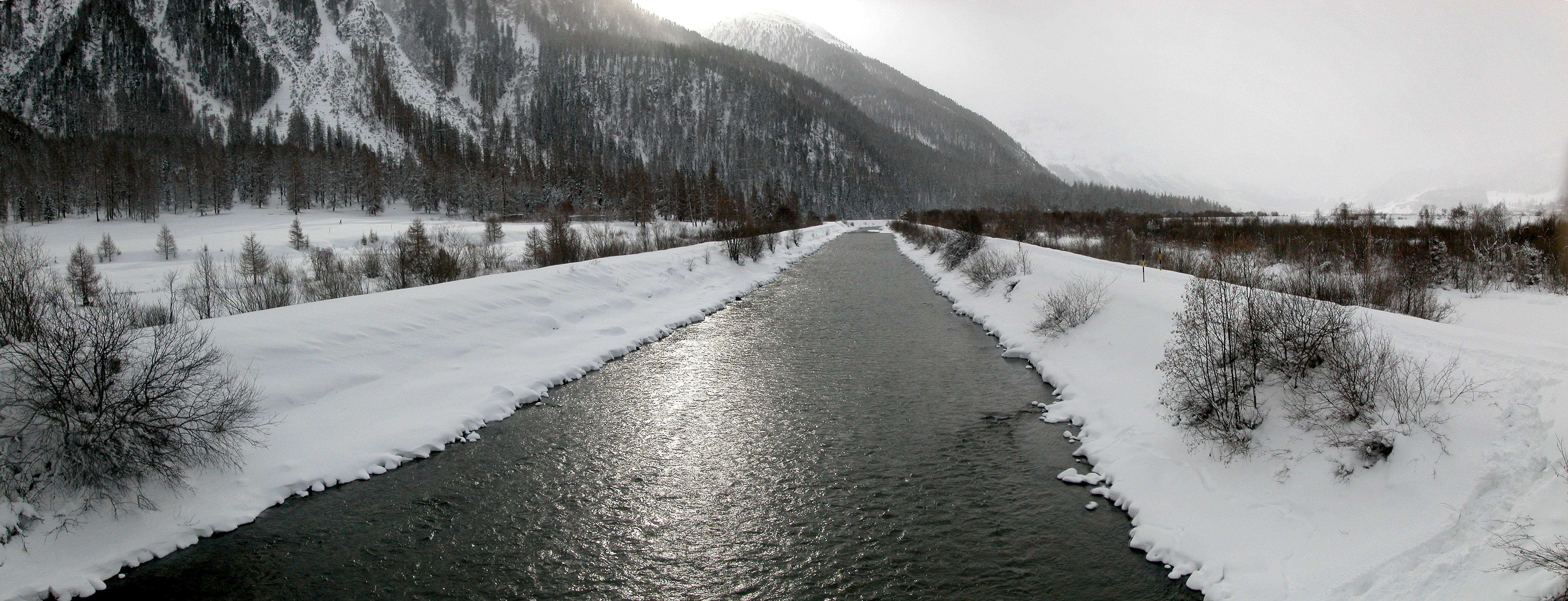
Der junge Inn bei Bever im Engadin
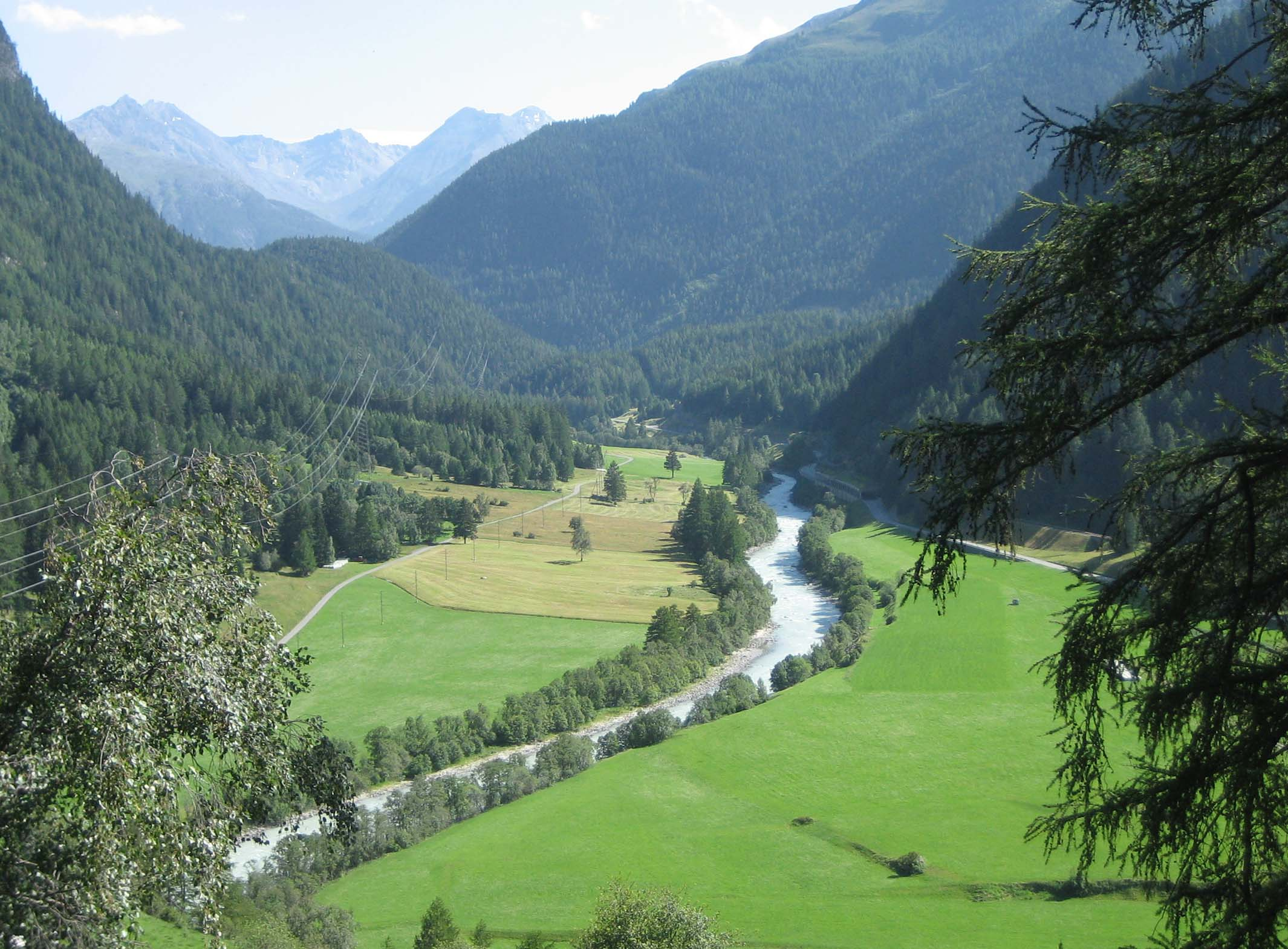
Der Inn bei Susch im Unterengadin
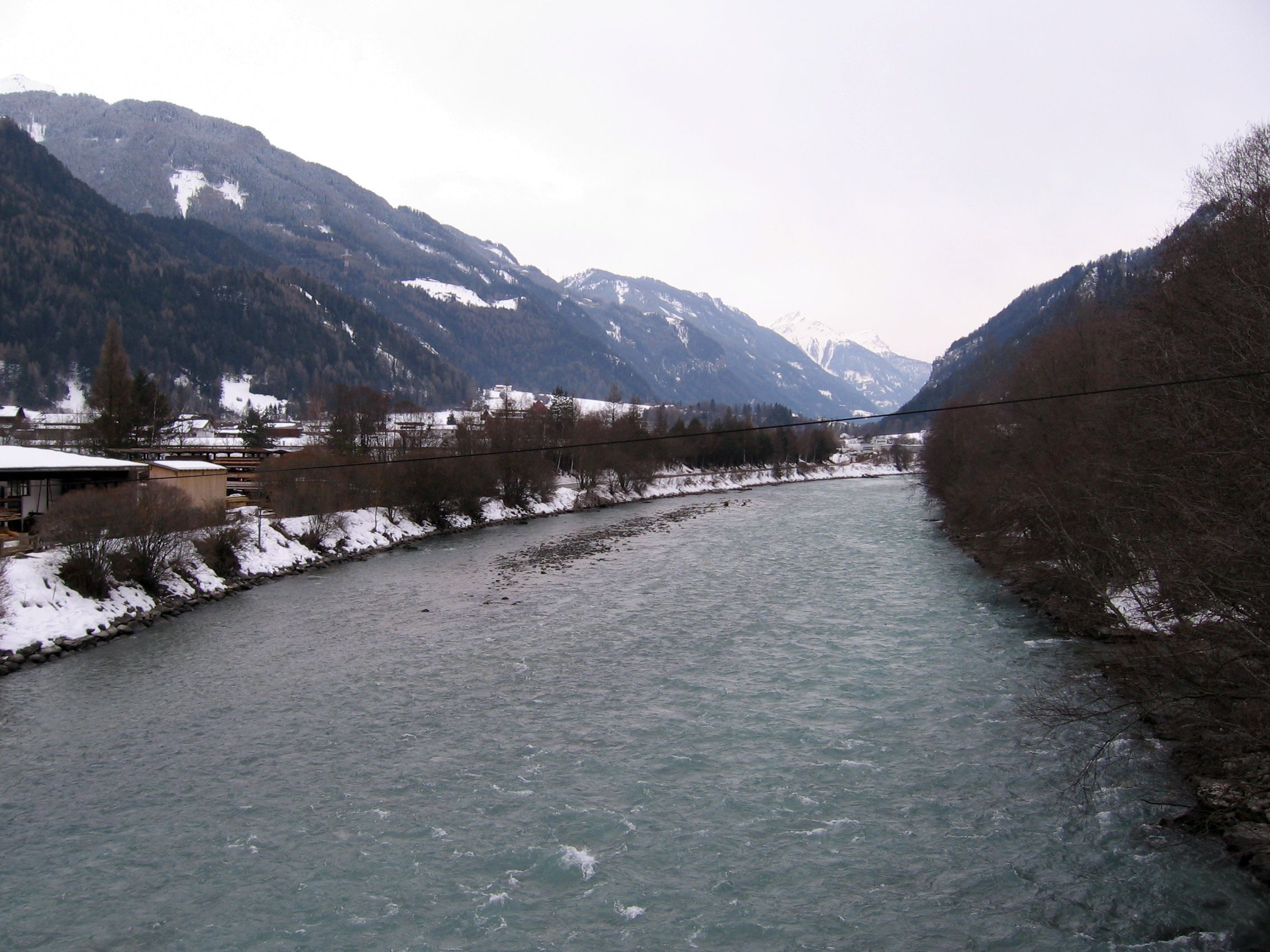
Der Inn in Ried im Oberinntal
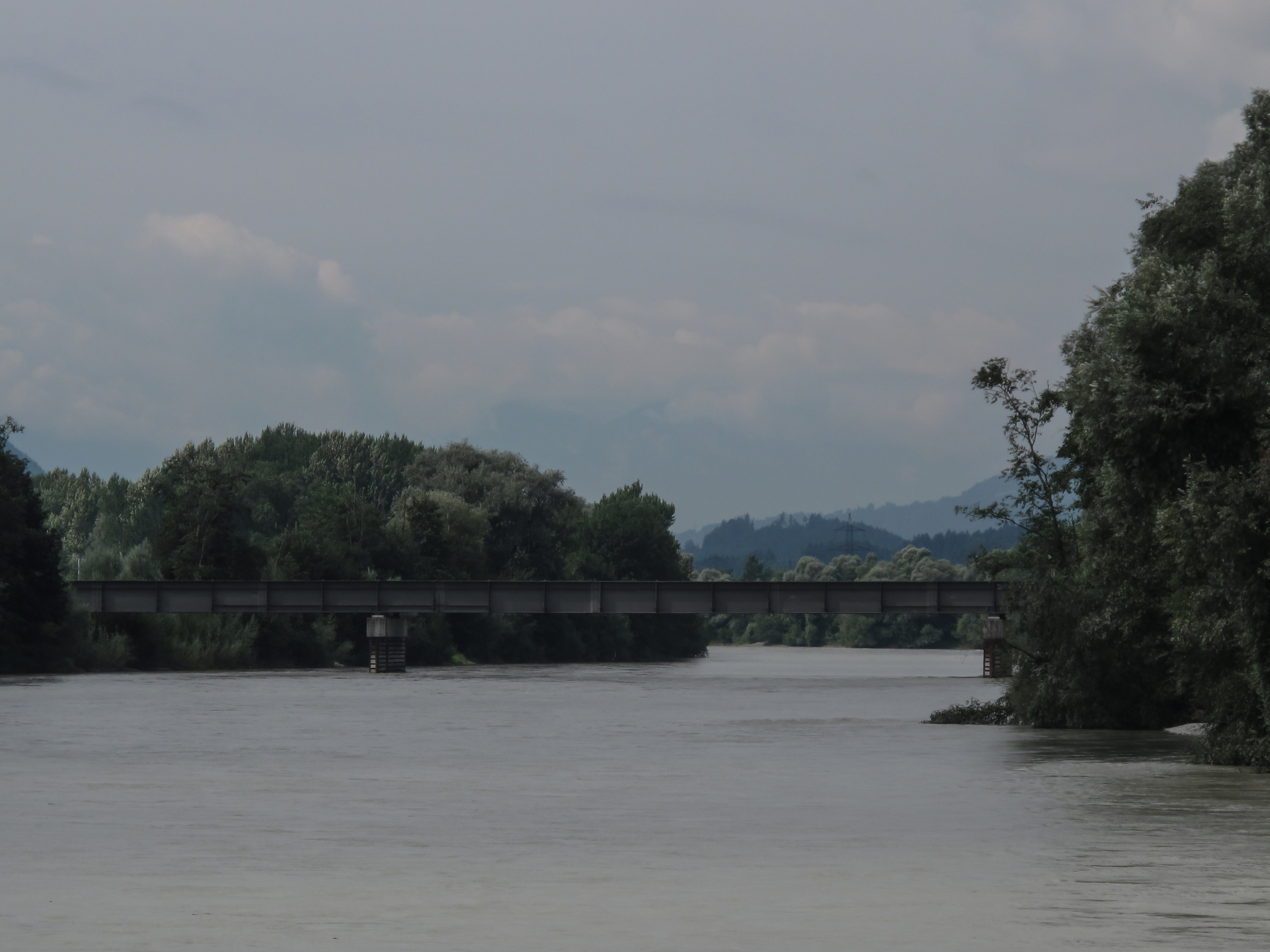
Der Inn bei Brixlegg
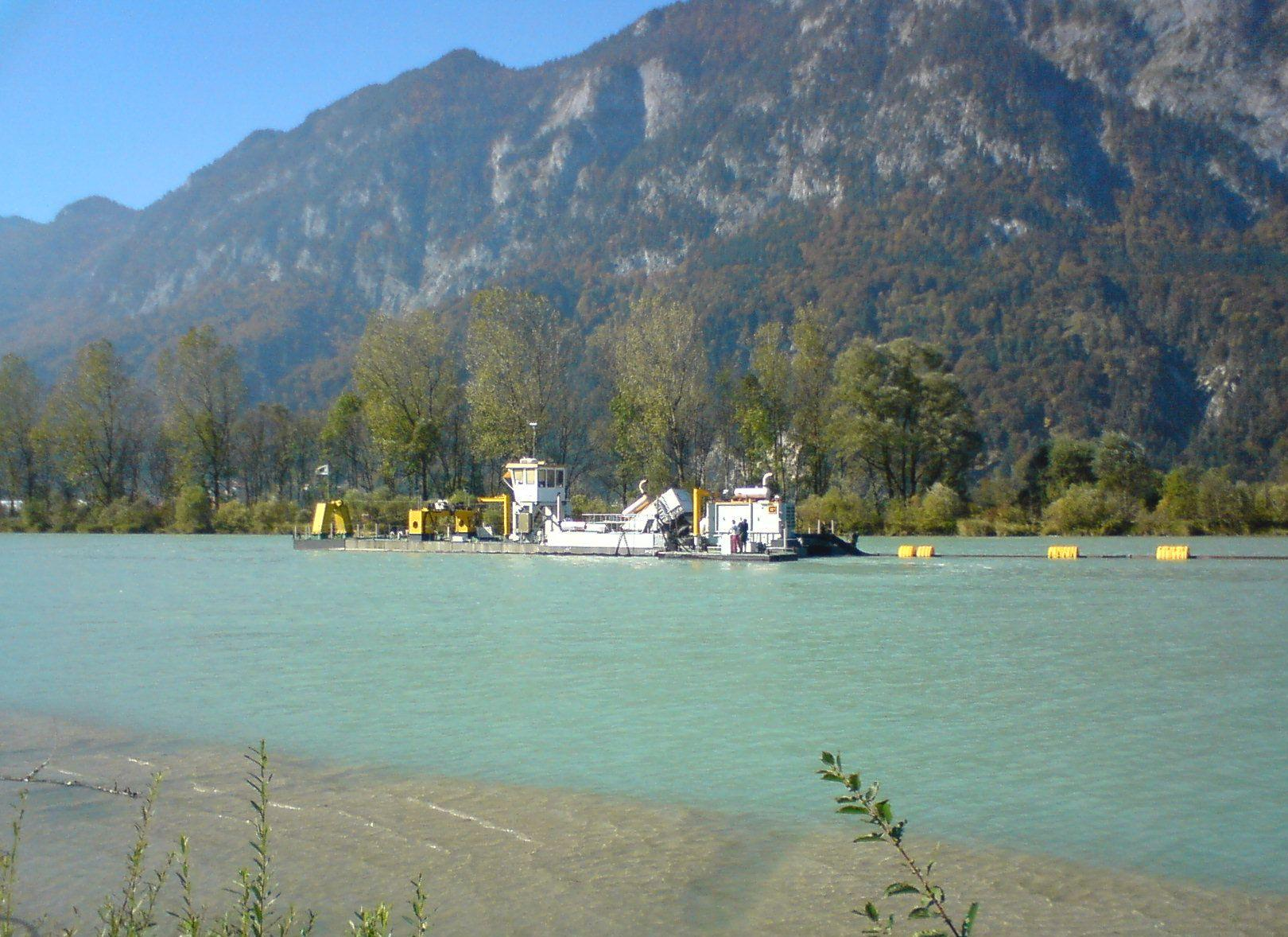
Baggerschiff im Stausee bei Langkampfen
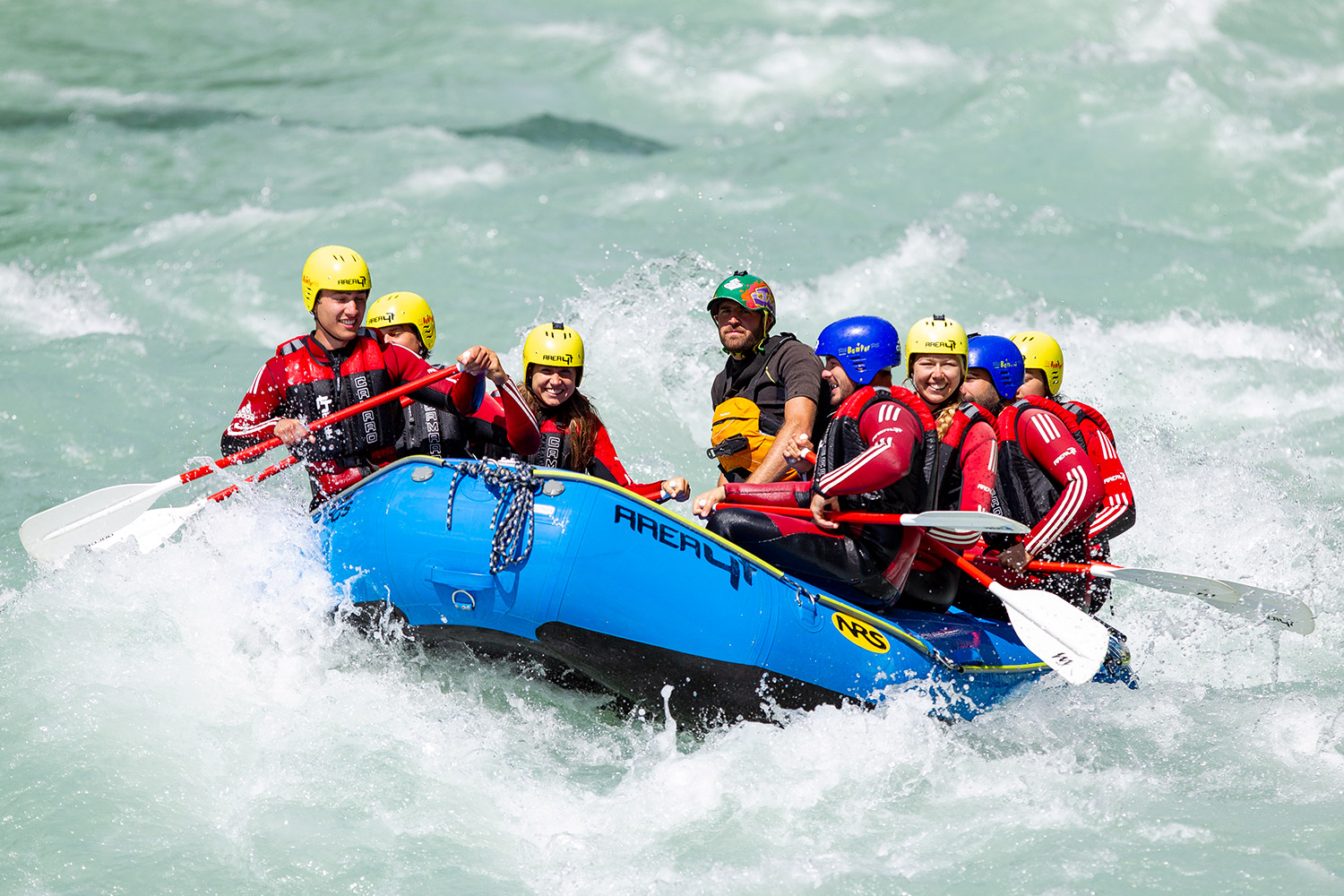
Rafting in der Imster Schlucht in Tirol
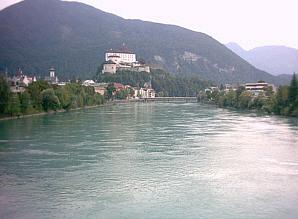
Der Inn bei Kufstein
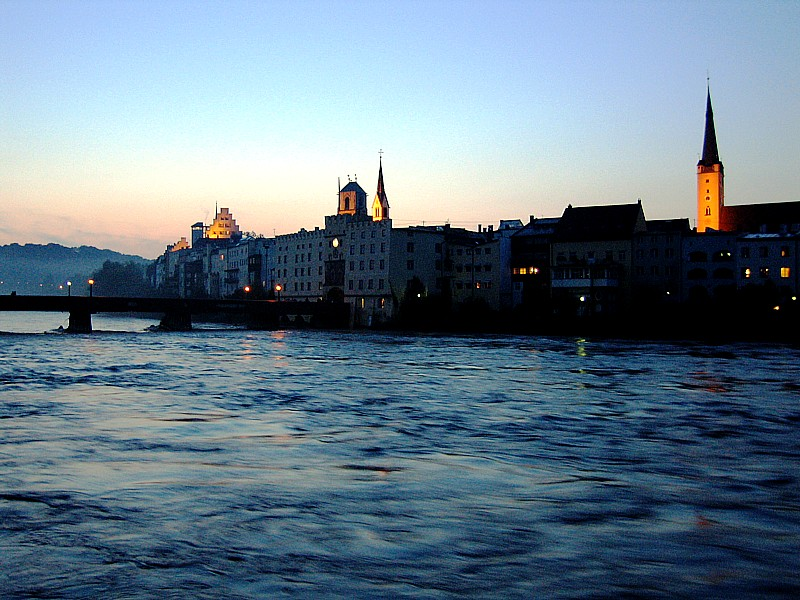
Der Inn bei Wasserburg
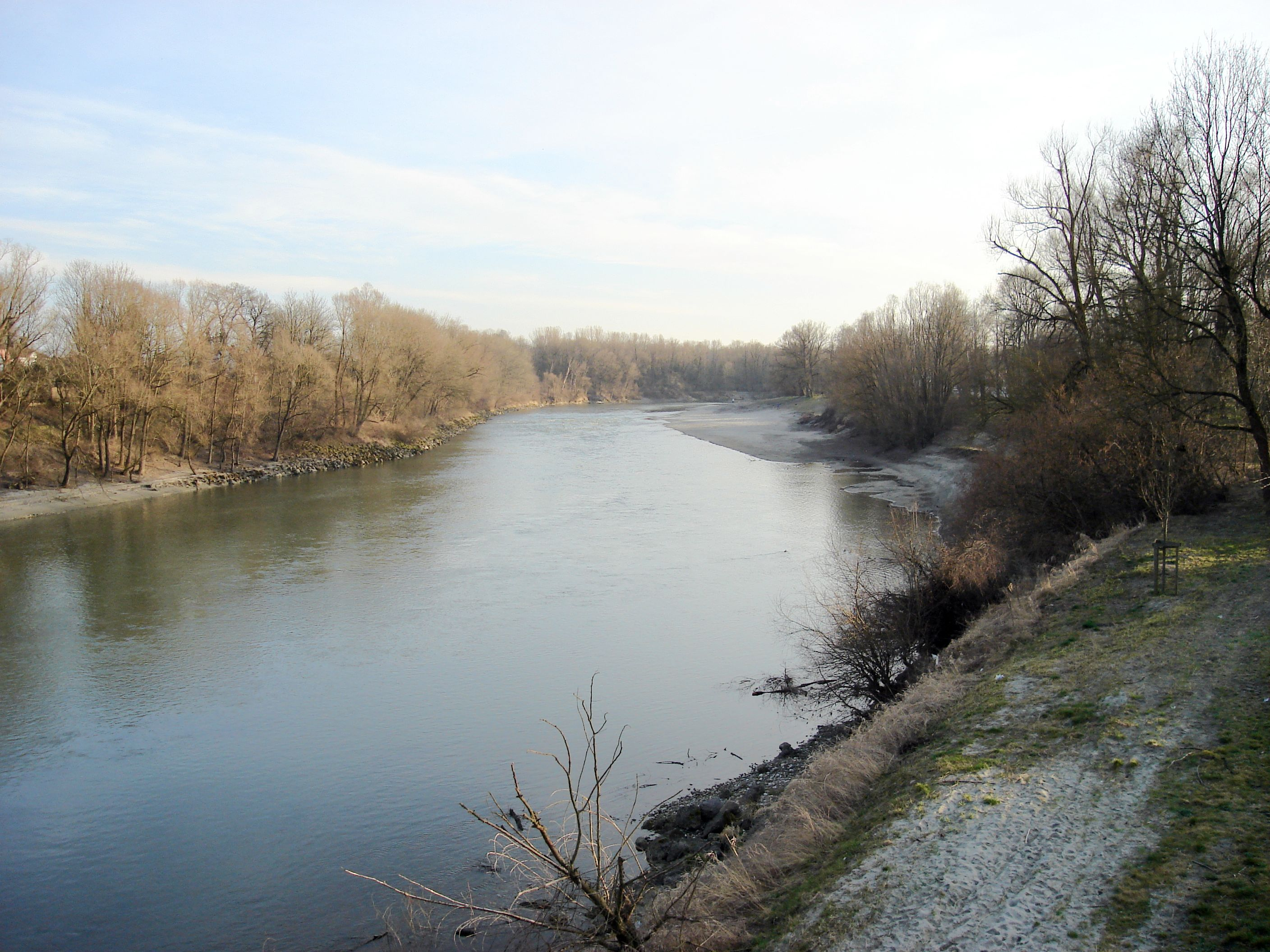
Der Inn bei Mühldorf am Inn
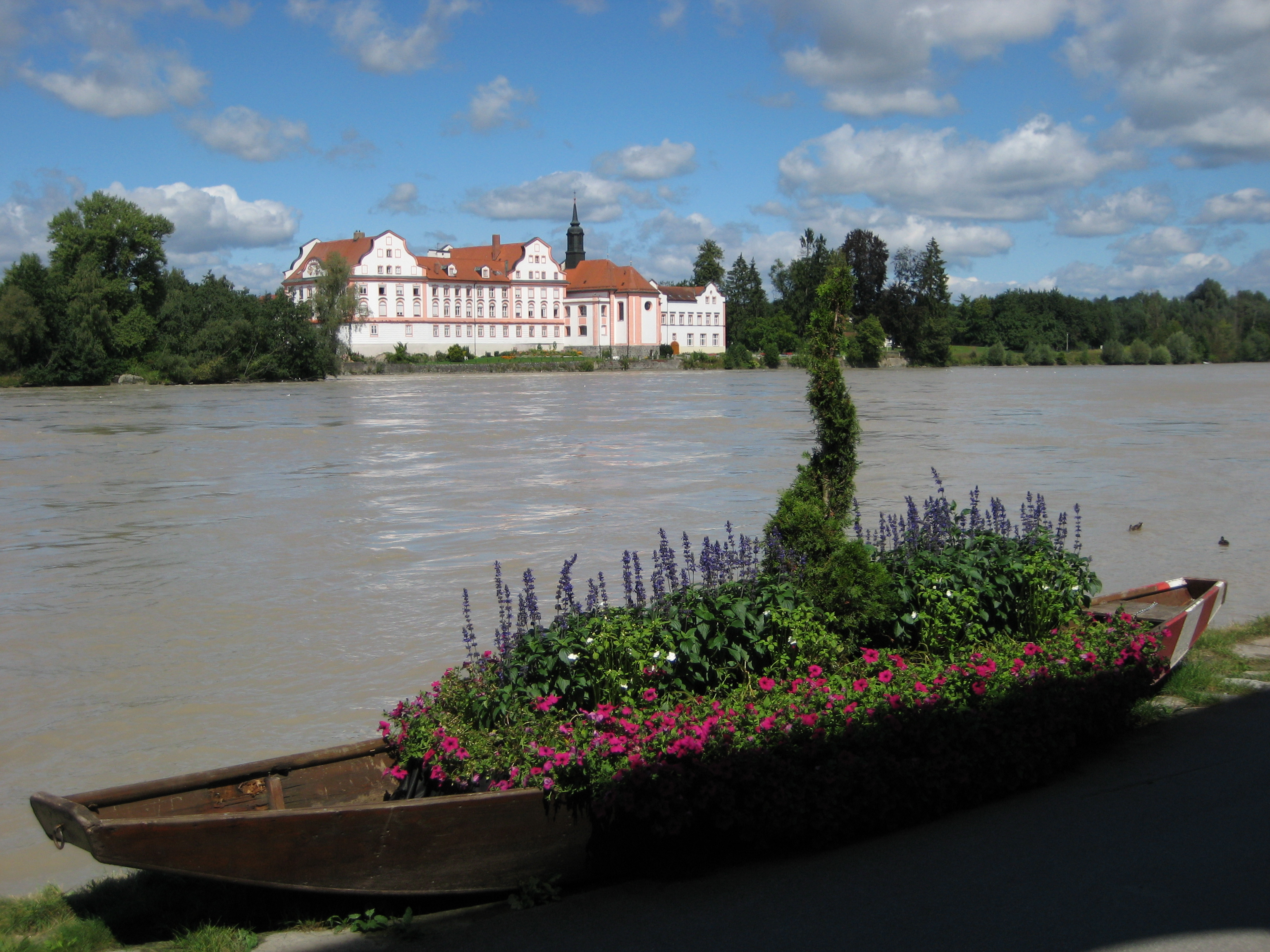
Der Inn bei Schloss Neuhaus

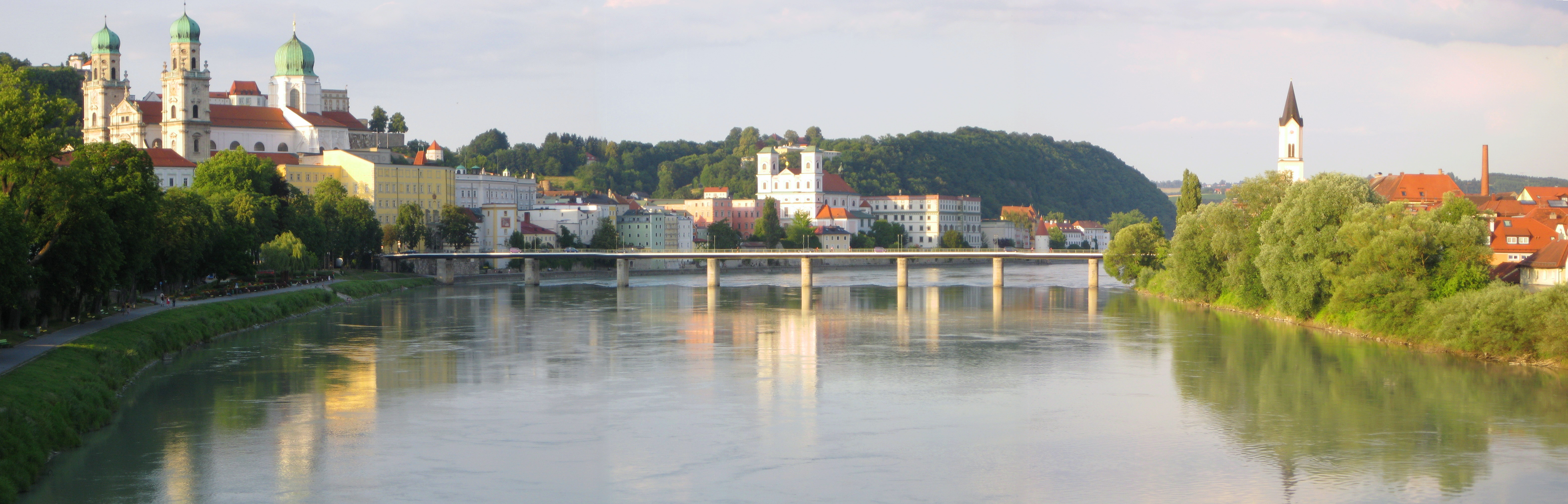
Der Inn und die Marienbrücke in Passau